# إيما جولدمان
إيما جولدمان (بالإنجليزية: Emma Goldman)‏ (27 يونيو (15 يونيو في التقويم اليولياني)، 1869 - 14 مايو 1940م)، ناشطة سياسية ومؤلفة لاسلطوية. لعبت دوراً محورياً في تطوير الفلسفة السياسية اللاسلطوية في أمريكا الشمالية وأوروبا خلال النصف الأول من القرن العشرين.
ولدت غولدمان في كوفنو، الإمبراطورية الروسية (حالياً كاوناس، ليتوانيا) لأسرة يهودية، هاجرت إلى الولايات المتحدة عام 1885. انجذبت إلى اللاسلطوية بعد قضية هايماركت، فأصبحت جولدمان مؤلفة ومحاضِرة شهيرة في شؤون الفلسفة اللاسلطوية وحقوق المرأة والقضايا الاجتماعية، جاذبة حشوداً مؤلفة. خططت هي والكاتب اللاسلطوي ألكسندر بيركمان، حبيبها ورفيق عمرها، لاغتيال الصناعي والمتمول هنري كلاي فريك كعمل دعاية من خلال الفعل. نجا فريك من محاولة الاغتيال عام 1892 وحُكم على بيركمان بالسجن لمدة 22 عاماً. سجنت جولدمان عدة مرات في السنوات التالية، بتهمة «التحريض على الشغب» وتوزيع معلومات حول تحديد النسل بشكل غير قانوني. أسست جولدمان المجلة اللاسلطوية أمنا الأرض عام 1906.
في عام 1917، حُكم على جولدمان وبيركمان بالسجن لمدة سنتين للتآمر على «حث الأشخاص على عدم التجنّد» في مشروع التجنيد الإجباري الجديد. وبعد إطلاق سراحهما من السجن، ألقي القبض عليهما - إلى جانب مئات آخرين - ورُحِلّا إلى روسيا. أيّدت جولدمان، في البداية، ثورة أكتوبر التي جلبت البلاشفة إلى السلطة في ذلك البلد، لكنها غيرت رأيها في أعقاب تمرد كرونشتات فأدانت الاتحاد السوفياتي لقمعه العنيف للأصوات المستقلة. نشرت كتابا عن تجربتها عام 1923 حمل عنوان خيبة أملي في روسيا. أثناء إقامتها في إنجلترا وكندا وفرنسا، كتبت سيرتها الذاتية التي حملت عنوان أعيش حياتي. سافرت إلى إسبانيا، بعد اندلاع الحرب الأهلية الإسبانية، لدعم الثورة اللاسلطوية هناك. توفيت في تورونتو في 14 مايو 1940، عن عمر يناهز 70 عاماً.
خلال حياة جولدمان، اعتبرها معجبيها «امرأة متمردة» تفكر بحرية، وندد بها منتقديها معتبرينها داعية للقتل بدوافع سياسية وللثورة العنيفة. وقد شملت كتاباتها ومحاضراتها مجموعة واسعة من القضايا، بما فيها السجون والإلحاد وحرية التعبير والعسكرة والرأسمالية والزواج والحب الحر والمثلية الجنسية. على الرغم من أنها حافظت على بعدها عن الموجة الأولى للحركة النسوية وجهودها من أجل حق النساء في الاقتراع، إلّا أنها طورت أساليب جديدة لإدماج السياسة الجنسانية في اللاسلطوية. حظيت غولدمان بعد عقود من الغموض مكانة مبدعة من خلال إحياء الاهتمام في سيرة حياتها خلال سبعينات القرن الماضي، عندما أعاد الباحثون النسويون واللاسلطويون إحياء الاهتمام الشعبي بها.

## سيرة حياتها

### العائلة
عاشت عائلة إيما جولدمان اليهودية الأرثوذكسية في مدينة كاوناس الليتوانية (كانت تسمى كوفنو في ذلك الحين، وكانت جزء من الإمبراطورية الروسية). كانت والدة جولدمان تاوب بينوفيتش قد تزوجت من قبل، إلى رجل أنجبت منه ابنتان - هيلينا في عام 1860 ولينا في عام 1862. عندما توفي زوجها الأول بسبب مرض السل، انهارت تاوب. وكتبت جولدمان في وقت لاحق: «إن الحب الذي أحسته مات مع الشاب الذي تزوجت به في سن الخامسة عشرة.»
رتبت عائلتها زواجها الثاني، وكان كما قالت جولدمان، «غير ملائم منذ البداية». استثمر زوجها الثاني، أبراهام جولدمان، ميراث تاوب في أعمال سرعان ما فشلت. أدت المصاعب التي تلت ذلك بالإضافة للتباعد العاطفي بين الزوج والزوجة لجعل البيت مكانا متوترا للأطفال. عندما حملت تاوب، أمل أبراهام بالحصول على ابن؛ لأنه اعتقد أن ابنة ستكون علامة أخرى على الفشل. أنجبوا في نهاية المطاف ثلاثة أبناء، ولكن مولودهم الأول كانت إيما.
ولدت إيما جولدمان في 27 يونيو 1869. استخدم والدها العنف لمعاقبة أولاده وضربهم حين عصوه. وقد استخدم السوط على إيما، أكثرهم تمردا. لم تمنحها والدتها سوى القليل من العزاء، ونادرا ما طلبت من أبراهام أن يخفف ضرباته. تكهنت غولدمان في وقت لاحق بأن مزاج والدها الغاضب كان جزئيا على الأقل نتيجة للإحباط الجنسي.
كانت علاقات جولدمان مع أخواتها الأكبر سنا، هيلينا ولينا، مثالا على التباين. هيلينا، كبرى الأخوات، وفرت العزاء الذي افتقروه من أمهم. ملأت طفولة جولدمان ب «أي فرح كان بها». لينا، ومع ذلك، كانت بعيدة وصارمة. انضم للأخوات الثلاث الأخوة لويس (الذي توفي في سن السادسة)، هيرمان (مواليد 1872)، ومويشي (ولد في 1879).

### جيل المراهقة

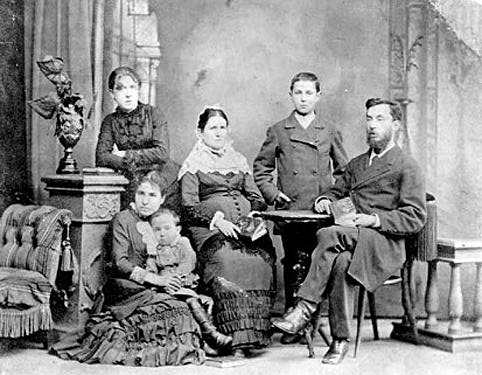
عائلة إيما جولدمان في سانت بيترسبورغ، روسيا في عام 1882. من اليسار إلى اليمين: إيما، واقفة؛ هيلينا، جالسة، مع موريس على حضنها؛ تاوب. هيرمان. أبراهام.

عندما كانت إيما فتاة صغيرة، انتقلت عائلة جولدمان إلى قرية بابيلو، حيث كان أدار والدها نزلا. أثناء عمل أخواتها، صادقت خادما يدعى بتروشكا، الذي أثار فيها «أول الأحاسيس الأيروسية». في وقت لاحق في رأت بابيلو جلد فلاحين بعرصاف في الشارع، مما صدمها وساهم في نفورها الدائم من السلطة العنيفة.
في سن السابعة، انتقلت جولدمان مع عائلتها إلى المدينة البروسية كونيغسبرغ (التي كانت جزء من الإمبراطورية الألمانية)، وانضمت إلى ريالشول. قام أحد المعلمين بمعاقبة الطلاب العاصين - مستهدفا جولدمان على وجه الخصوص - بواسطة ضرب أيديهم بمسطرة. حاول معلم آخر التحرش بطالباته وأقيل بعدما قاومت جولدمان محاولاته. وجدت مرشدا في مدرس اللغة الألمانية، الذي أعارها كتبه وأخذها إلى الأوبرا. كانت جولدمان طالبة متحمسة، وقد اجتازت امتحان القبول في الجمنازيوم، لكن معلم الدين رفض منحها وثيقة حسن السلوك فلم تتمكن من الحضور.
انتقلت العائلة إلى العاصمة الروسية سانت بطرسبرغ، حيث افتتح والدها دكانا فاشلا تلو الآخر. أجبر فقرهم الأطفال على العمل، فعملت جولدمان بمجموعة متنوعة من الوظائف، بما في ذلك في متجر كورسيهات. في سن المراهقة توسلت جولدمان إلى والدها للسماح لها بالعودة إلى المدرسة، ولكنه بدلاً من ذلك ألقى كتاب اللغة الفرنسية في النار وصرخ: «لا يتعين على الفتيات أن يتعلمن الكثير، فكل ابنة يهودية تحتاج إلى معرفة كيفية تحضير أسماك جيفيلت، وتقطيع الشعرية، وإنجاب الكثير من الأطفال لزوجها.»
إلا أن جولدمان تابعت تعليمها وحدها بشكل مستقل، وسرعان ما بدأت في دراسة الاضطرابات السياسية حولها، ولا سيما العدميين المسؤولين عن اغتيال ألكسندر الثاني قيصر روسيا. أثارت جولدمان الاضطرابات التي تلت الحدث، على الرغم من أنها لم تفهمها تماما حينها. عندما قرأت رواية تشيرنيشيفسكي، ما الذي يتعين القيام به؟ (1863)، وجدت في بطلة الرواية فيرا نموذجا تحتذي به، فقد تبنت الفلسفة العدمية وهربت من قمع أسرتها للعيش بحرية وتنظيم تعاونية خياطة. فتن الكتاب جولدمان وظل مصدر إلهام لها طوال حياتها.
في الوقت نفسه، واصل والدها الإصرار على مستقبلها كربة بيت، وحاول أن يرتب لها زواجا في سن الخامسة عشرة. تقاتلوا حول هذه المسألة باستمرار. اشتكى من أنها أصبحت امرأة «سائبة»، بينما أصرت على أنها لن تتزوج سوى بسبب الحب وحده. في متجر الكورسيهات، اضطرت إلى صد تحرشات الضباط الروس والرجال الآخرين. وقد أخذها أحد مغازليها إلى غرفة في الفندق، وقام بما أسمته جولدمان «علاقة عنيفه»؛ اثنين من كاتبي سيرتها اعتبراه اغتصابا. وقد فاجأتها التجربة، وتغلب عليها «صدمة في اكتشاف أن العلاقة بين الرجل والمرأة يمكن أن تكون وحشية جدا ومؤلمة.» شعرت غولدمان بأن ذلك اللقاء قد قلل من تفاعلاتها مع الرجال.

### روتشستر، نيويورك

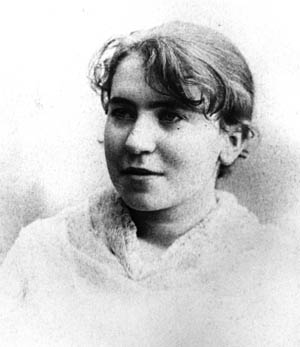
إيما جولدمان في 1886

في عام 1885، خططت هيلينا للانتقال إلى نيويورك في الولايات المتحدة للانضمام إلى شقيقتها لينا وزوجها. أرادت غولدمان الانضمام إلى شقيقتها، لكن والدهما رفض السماح لها بذلك. على الرغم من استعداد هيلينا لتحمل نفقات السفر، فقد صم أبراهام أذنيه لمناشداتهن. هددت جولدمان، اليائسة، برمي نفسها في نهر نيفا إذا لم تتمكن من الذهاب. فوافق أخيرا، وفي 29 ديسمبر 1885، وصلت هيلينا وإيما إلى كاسل جاردن، مدخل المهاجرين لمدينة نيويورك. استقرتا في شمالي ولاية نيو يورك، إذ أقامتا في منزل لينا وزوجها صموئيل في روتشستر. هربا من معاداة السامية المتفاقمة في سانت بطرسبرغ، انضم إليهما والداهما وإخوانهما بعد عام. بدأت جولدمان العمل كخياطة، فعملت بخياطة المعاطف لأكثر من عشر ساعات يوميا، وكسبت دولارين ونصف في الأسبوع. حينما طلبت علاوة رفض طلبها؛ فاستقالت وعملت في متجر أصغر في مكان أقرب.
في عملها الجديد، التقت جولدمان بزميل يدعى جيكوب كيرشنر، الذي شاركها حبها للكتب والرقص والسفر، وكذلك شعورها بالإحباط من رتابة العمل بالمصنع. بعد أربعة أشهر، تزوجا في فبراير 1887. إلا أنه عندما انتقل إلى السكن مع أسرة جولدمان، تعثرت علاقتهما. في ليلة زفافهم اكتشفت أنه كان عاجزا. تباعدا عاطفيا وجسديا. سرعان ما أصبح غيورا وشكاكا. في تلك الفترة، زاد انخراطها في الاضطرابات السياسية حولها، ولا سيما تداعيات قضية هايماركت عام 1886 في شيكاغو والفلسفة السياسية اللاسلطوية المعادية للسلطة.
بعد أقل من سنة على زفافهم، تطلقا؛ توسل إليها بالعودة لاحقا وهدد بتسميم نفسه إذا لم تفعل ذلك. فالتم شملهما، ولكن بعد ثلاثة أشهر تركته ثانية. اعتبر والدها سلوكها «سائبا» ورفض السماح لجولدمان في الإقامة معهم. فحملت آلة الخياطة في يد واحدة وحقيبة مع خمسة دولارات في الثانية وغادرت روتشستر متوجهة إلى مدينة نيويورك.

### موست وبيركمان

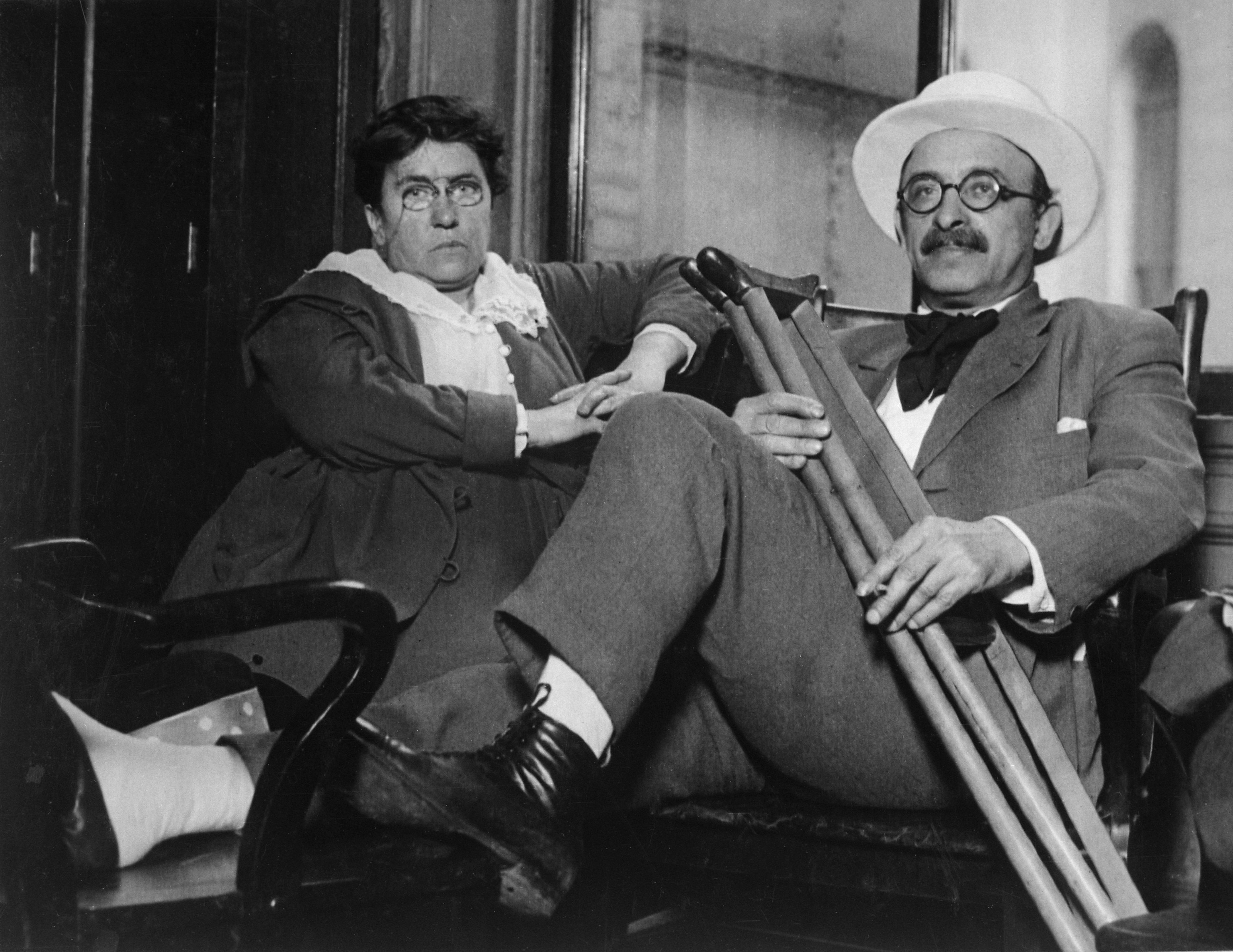
استمرت علاقة جولدمان بحبيبها ألكسندر بيركمان عدة عقود. صورة من فترة 1917–1919.

في يومها الأول في المدينة، التقت جولدمان برجلين سيغيران حياتها إلى الأبد. في مقهى ساكس، وهو مكان تجمع للراديكاليين، تعرفت على ألكسندر بيركمان، اللاسلطوي الذي دعاها إلى حضور خطاب عام في ذلك المساء. ذهبا للاستماع إلى يوهان موست، محرر نشرة راديكالية تدعى فريهيت ومدافع عن «الدعاية من خلال الفعل» - استخدام العنف للحض على التغيير. وقد أعجبتها فصاحته، أخذها موست تحت جناحيه، ودربها في أساليب الخطابة. شجعها بقوة، وأخبرها «ستأخذين مكاني بعد رحيلي.» وكانت إحدى أولى خطبها لدعم «القضية» في روتشستر. بعد إقناع هيلينا بعدم إخبار والديها بخطابها، وجدت جولدمان أن عقلها تشوش حين صعدت خشبة المسرح.
متأثرة من تلك التجربة، حسنت جولدمان شخصيتها العامة لاحقا. وسرعان ما وجدت نفسها تجادل موست بشأن استقلاليتها. بعد خطاب هام في كليفلاند، شعرت كما لو أنها أصبحت «كالببغاء تكرر وجهات نظر موست» وقررت أن تعبر عن نفسها على المسرح. عند عودتها إلى نيويورك، استشاط موست غضبا وقال لها: «من ليس معي فهو ضدي!» غادرت فريهيت وانضمت إلى منشور آخر، داي أوتونومي.
وفي الوقت نفسه، بدأت صداقتها مع بيركمان، التي كانت تناديه تحببا بساشا. أصبحا عاشقين وانتقلا إلى شقة مشتركة مع ابن عمه مودست «فيديا» شتاين وصديقة جولدمان، هيلين مينكين، في وودستوك، إلينوي. على الرغم من أن علاقتهما واجهت صعوبات عديدة، فإن رابطا وثيقا سيجمع جولدمان وبركمان ويستمر لعقود، متحدين بمبادئهما اللاسلطوية والالتزام بالمساواة الشخصية.
في عام 1892، اشتركت جولدمان مع بيركمان وشتاين في فتح متجر آيس كريم في ورشستر، ماساتشوستس. بعد بضعة أشهر فقط من تشغيل المحل، مع ذلك، انسحب جولدمان وبركمان من المشروع من خلال مشاركتهم في إضراب هومستيد.

### عملية هومستيد
كانت إحدى اللحظات السياسية الأولى التي جلبت بركمان وجولدمان معا كانت إضراب هومستيد. في يونيو 1892، أصبح مصنع الصلب في هومستيد، بنسلفانيا بملكية أندرو كارنيجي محط اهتمام وطني عندما توقفت المحادثات بين شركة كارنيجي للصلب ورابطة عمال الحديد والصلب المتحدة. وكان مدير المصنع هنري كلاي فريك، الذي كان معارضا شرس للنقابة. وعندما فشلت الجولة الأخيرة من المحادثات في نهاية يونيو، أغلقت الإدارة المصنع ومنعت العمال من الدخول، فأعلنوا الإضراب. جلبت الإدارة كاسرو إضراب في واستأجرت حراسا من شركة بينكرتون لحمايتهم. في 6 يوليو، اندلعت معركة بين 300 حارس من بينكرتون وحشد من العمال المسلحين التابعين للنقابة. وخلال تبادل إطلاق نار دام 12 ساعة قتل سبعة من الحرس وتسعة من المضربين.

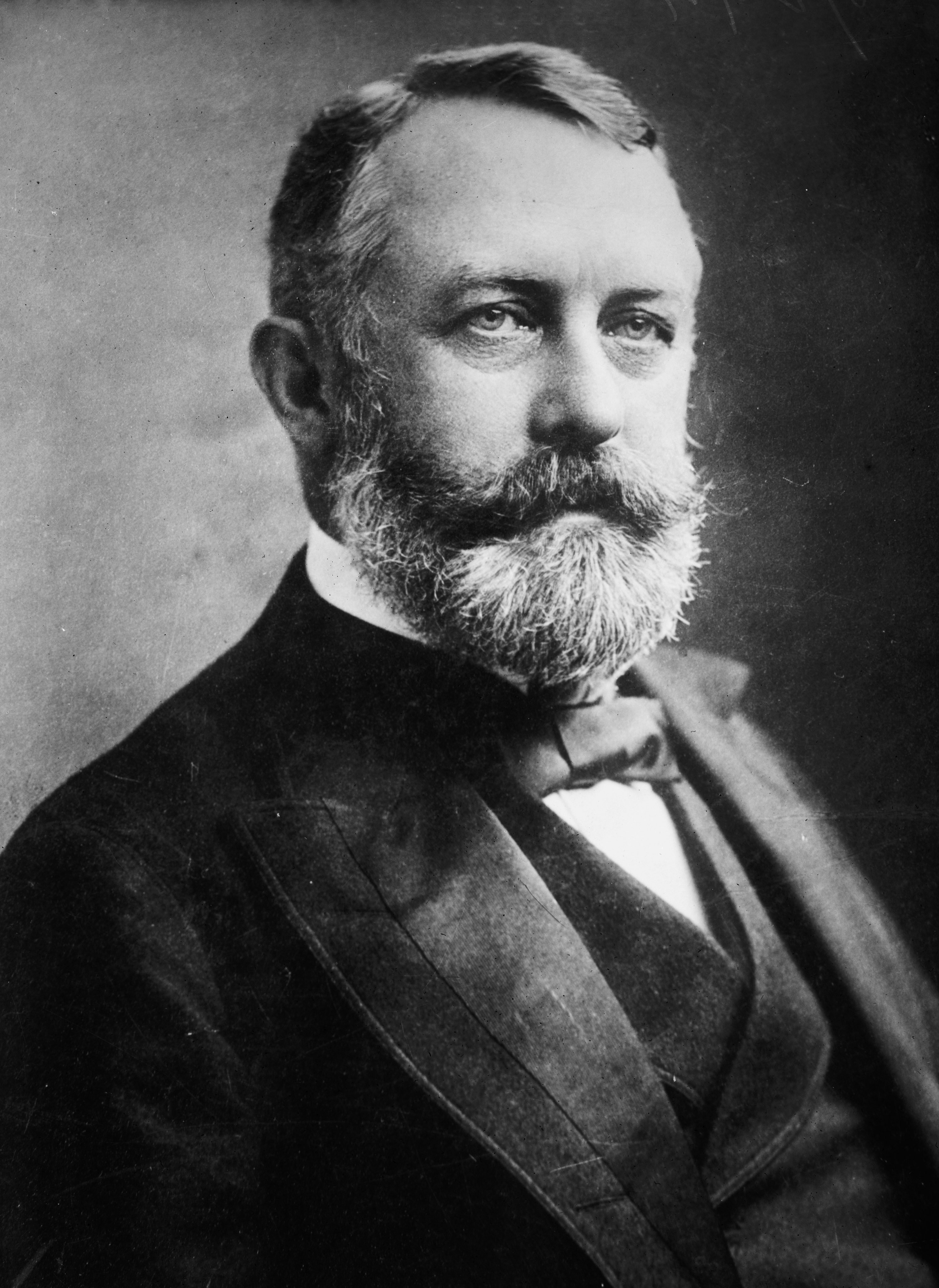
اعتقد كل من جولدمان وبركمان أن اغتيال مدير شركة كارنيجي ستيل هنري كلاي فريك (في الصورة) سوف "يثير الرعب في روح طبقته" و "يطرح تعاليم اللاسلطوية أمام العالم".

عندما أعربت غالبية الصحف في البلاد عن دعمها للمضربين، قرر جولدمان وبركمان اغتيال فريك، وهو إجراء يتوقعونه من شأنه أن يلهم العمال للثورة ضد النظام الرأسمالي. اختار بيركمان تنفيذ عملية الاغتيال بنفسه، وأمر جولدمان بالبقاء لشرح دوافعه بعد دخوله السجن. وقال إنه سيكون مسؤولا عن الفعل؛ هي عن الكلام. حاول بركمان وفشل في صنع قنبلة، فذهب إلى بيتسبرغ لشراء بندقية وبدلة لائقة. وفي الوقت نفسه، قرر جولدمان المساعدة في تمويل البرنامج من خلال البغاء. متذكرة شخصية سونيا في رواية فيودور دوستويفسكي الجريمة والعقاب (1866)، وقالت: «لقد أصبحت عاهرة من أجل دعم أشقائها وأخواتها الصغار... إن كان بإمكان سونيا الحساسة أن تبيع جسدها، لم أنا لا؟» عندما كانت في الشارع، لفتت نظر رجل أخذها إلى صالون، اشترى لها البيرة، وقدم لها عشرة دولارات، وأبلغها أنها لا تملك «الموهبة»، ونصحها بترك ذلك المجال. كانت «من شدة دهشتها فلم تستطع الكلام». وكتبت إلى هيلينا، مدعية المرض، وطلب منها خمسة عشر دولارا.
في 23 يوليو، تمكن بيركمان من الوصول إلى مكتب فريك مع مسدس مخفي وأطلق النار على فريك ثلاث مرات، ثم طعنه في الساق. قامت مجموعة من العمال - بدلاً من الانضمام إلى محاولة الاغتيال - بضرب بيركمان حتى فقد الوعي، واعتقلته الشرطة. أدين بيركمان بمحاولة القتل وحُكم عليه بالسجن لمدة 22 عاما. عانى جولدمان خلال غيابه الطويل. واقتناعا بتورطها بالعملية، داهمت الشرطة شقة جولدمان وحين لم تجد أدلة ضدها قامت بالضغط على مالك الشقة بأن يطردها. والأسوأ من ذلك، أن محاولة الاغتيال قد فشلت في إثارة الجماهير: العمال واللاسلطويين على حد سواء أدانوا عمل بركمان. يوهان موست، معلمهم السابق، انتقد بيركمان ومحاولة الاغتيال. غاضبة من هذه التهجمات، جلبت جولدمان سوطها إلى محاضرة عامة وطالبت، من على خشبة المسرح، أن يشرح موست خيانته. حين رفض ذلك، ضربته بالسوط، وكسرته على ركبتها، وألقت بالقطع عليه. أعربت لاحقا عن أسفها لاعتداءها ذلك، حيث اعترفت لصديق: «في سن الثالثة والعشرين، يفتقر المرء للمنطق.»

### التحريض على الشغب
عندما حل ذعر العام 1893 في العام التالي، عانت الولايات المتحدة من أسوأ أزماتها الاقتصادية. وبحلول نهاية العام، كان معدل البطالة أعلى من 20٪, وتحولت «مظاهرات الجوع» في بعض الأحيان إلى أعمال الشغب. بدأت جولدمان بالتحدث إلى حشود الرجال والنساء المحبطين في مدينة نيويورك. وفي 21 أغسطس، تحدثت إلى حشد من حوالي 3000 شخص في ميدان يونيون، حيث شجعت العمال العاطلين عن العمل على اتخاذ إجراءات فورية. لم يكن واضحا ما قالته تماما: عملاء سريون أصروا أنها أمرت الحشد إلى «الاستيلاء على كل شيء... بالقوة», في حين روت جولدمان في وقت أنها قالت: «حسن إذن، تظاهروا أمام قصور الأغنياء؛ طالبوا بالعمل، وإذا لم يمنحوك عملا، أطلب الخبز. وإذا حرموك من كليهما خذ الخبز.» وفي وقت لاحق في المحكمة، عرض المحقق الرقيب تشارلز جاكوبس نسخة أخرى من خطابها.

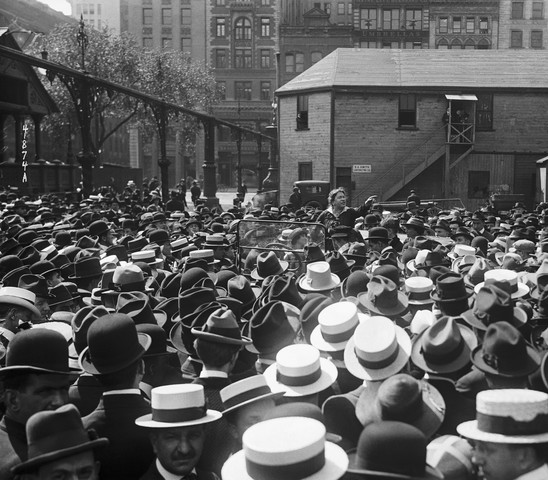
جولدمان (في ميدان يونيون، نيويورك في عام 1916) تحث العاطلين عن العمل باتخاذ إجراءات مباشرة بدلاً من الاعتماد على الصدقة أو الإعانات الحكومية.

اعتقلت جولدمان بعد أسبوع في فيلادلفيا وعادت إلى مدينة نيويورك لمحاكمتها بتهمة "التحريض على الشغب"". وأثناء ركوب القطار، عرض عليها جاكوبس إسقاط التهم الموجهة إليها إن وشت عن راديكاليين آخرين من المنطقة. فكان ردها بأن رمت كوبا من الماء المثلج في وجهه. أثناء انتظارها المحاكمة، زارت جولدمان نيللي بلي، مراسلة صحيفة نيويورك وورلد. أمضت ساعتين في التحدث إلى جولدمان، وكتبت عنها مقالا إيجابيا وصفتها فيه بأنها "جان دارك حديثة."[بحاجة لمصدر]
وعلى الرغم من هذه الدعاية الإيجابية، اقتنعت لجنة المحلفين بشهادة جاكوبس وتخوفت من موافق جولدمان السياسية. سائل مساعد المدعي العام عن جولدمان عن لاسلطويتها، وكذلك عن إلحادها وقال عنها القاضي بأنها «امرأة خطرة». حكم عليها بالسجن لمدة عام في سجن جزيرة بلاكويل. أثناء محكوميتها عانت من نوبة روماتيزم فأرسلت إلى المستوصف. هناك صادقت الطبيب وبدأت بدراسة الطب. كما أنها قرأت عشرات الكتب، بما في ذلك أعمال الكاتبين الأمريكيين رالف والدو إيمرسون وهنري ديفيد ثوريو؛ الروائي ناثانيل هوثورن؛ الشاعر والت ويتمان، والفيلسوف جون ستيوارت ميل. عندما أطلق سراح جولدمان بعد عشرة أشهر، استقبلها حشد صاخب من حوالي 3000 شخص في مسرح ثاليا في مدينة نيويورك. سرعان ما انهالت عليها الطلبات لإجراء مقابلات والمحاضرات.
ومن أجل كسب المال، قررت جولدمان السعي لأجل العمل في المجال الطبي الذي درسته في السجن. ومع ذلك، فإن المجالات المفضلة عليها مثل القبالة والتدليك - لم تكن متاحة لطلاب التمريض في الولايات المتحدة. أبحرت إلى أوروبا، ملقية حاضرات في لندن، غلاسكو، وأدنبرة. التقت مع لاسلطويين معروفين مثل إريكو مالاتيستا، لويز ميشيل، وبيتر كروبوتكين. وفي فيينا، حصلت على دبلومين، استخدمتها لتحصل على عمل في الولايات المتحدة. جامعة بين إلقاء المحاضرات والقبالة، أجرت أول جولة عبر البلاد يقوم بها متحدث لاسلطوي. في نوفمبر 1899 عادت إلى أوروبا، حيث التقت اللاسلطوية هيبوليت هافيل، فذهبت معها إلى فرنسا وساعدت في تنظيم المؤتمر اللاسطوي الدولي في إحدى ضواحي باريس.

### اغتيال ماكينلي

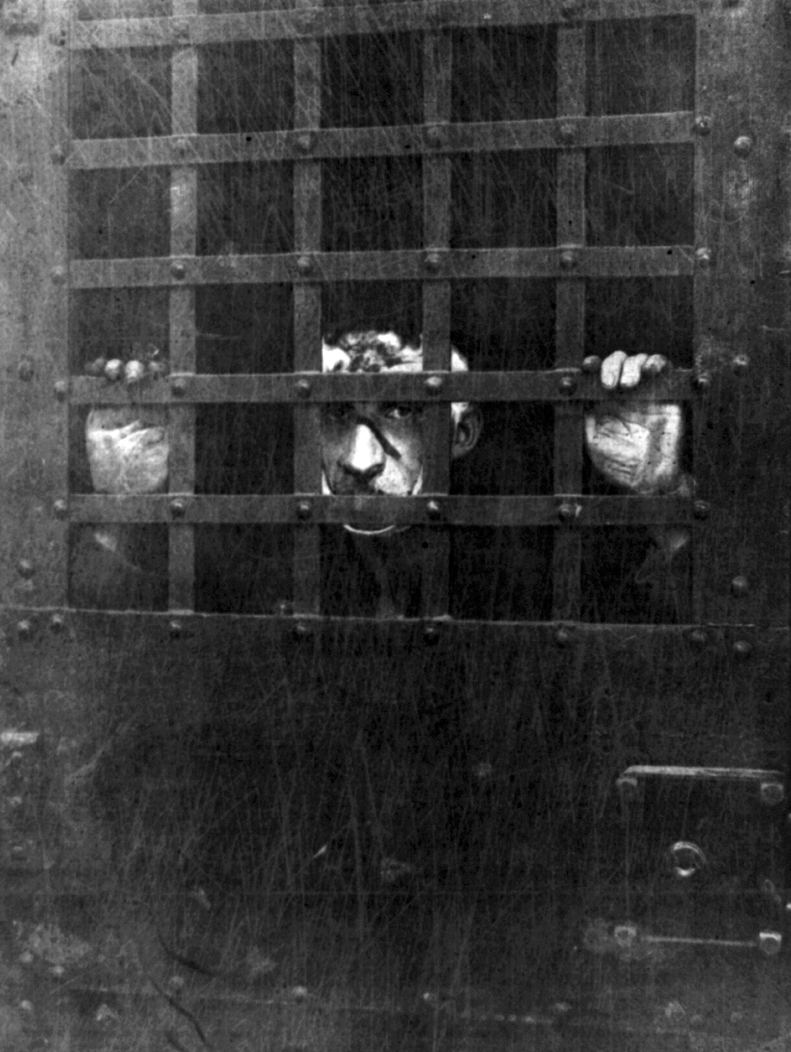
أصر ليون كولجوش على أن جولدمان لم توجه خطته لاغتيال الرئيس الأمريكي ويليام ماكينلي، ولكن تم القبض عليها واحتجزت لمدة أسبوعين.

في السادس من سبتمبر عام 1901، أطلق ليون كولغوش، وهو عامل مصنع عاطل عن العمل وعضو مسجل في الحزب الجمهوري له تاريخ بالأمراض العقلية، النار على الرئيس الأمريكي ويليام ماكينلي مرتين أثناء خطابه أمام الجمهور في بوفالو بنيويورك. أصيب ماكينلي في عظمة الصدر والمعدة، وتوفي بعد ثمانية أيام. ألقي القبض على كولغوش واستجوب على مدار الساعة. أثناء الاستجواب ادعى أنه لاسلطوي وقال إن مصدر إلهامه كان حضوره لخطاب ألقته جولدمان. استخدمت السلطات ذلك كذريعة لتوجيه الاتهام إلى جولدمان بالتخطيط لعملية اغتيال ماكينلي. تعقبوها إلى سكن في شيكاغو مشترك مع مع هافيل، فضلا عن ماري وإيب أيزاك، زوجان لاسلطويان. قُبض على جولدمان، بالإضافة إلى أيزاك، هافيل، وعشرة لاسلطويين آخرين.

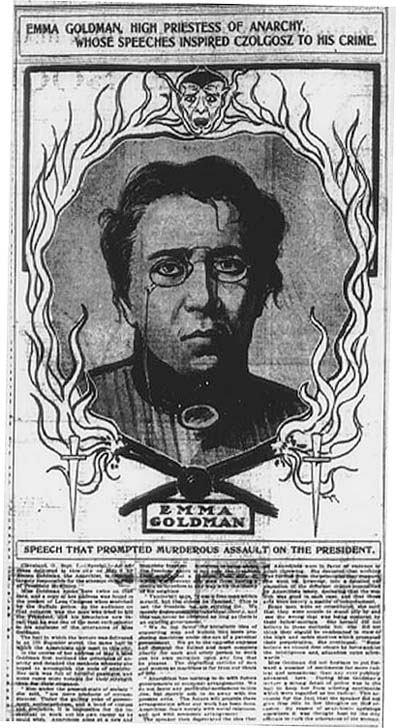
دعاية نشرت في شيكاغو دايلي تريبيون، 8 سبتمبر 1901، ألقى اللوم على إيما جولدمان لإلهام ليون كولغوش باغتيال الرئيس وليام ماكينلي.

في وقت سابق، حاول كولغوش دون نجاح أن يصادق جولدمان ورفاقها. وخلال خطاب في كليفلاند، توجه كولجوش إلى جولدمان وطلب مشورتها بشأن الكتب التي تنصحه بقراءتها. في يوليو 1901، كان قد قدم إلى منزل آيزاك، طارحا عليه سلسلة من الأسئلة غير العادية. افترضوا أنه كان متسللا، مثل عدد من عناصر الشرطة التي أرسلت للتجسس على الجماعات الراديكالية.. تباعدوا عنه، وأرسل إيب أيزاك إخطارا إلى زملائه يحذرهم من «جاسوس آخر».
على الرغم من أن كولجوش نفى مرارا وتكرارا تورط جولدمان، احتجزتها الشرطة وعرضتها لما أسمته تحقيقا من«الدرجة الثالثة». أوضحت جولدمان عدم ثقة شريكها في الشفة بكولجوش، وأصبح من الواضح أنها لم تكن لديها أي اتصال كبير مع المهاجم. ولم يتم العثور على أي دليل يربط جولدمان بالهجوم، أفرج عنها بعد أسبوعين من الاحتجاز. قبل وفاة ماكينلي، عرضت جولدمان تقديم الرعاية التمريضية، مشيرة إلى أنه «إنسان في نهاية الأمر». ورغم الأدلة الكثيرة على مرضه العقلي أدين كولغوش بالقتل وأُعدِم.
وطوال فترة احتجازها وبعد الإفراج عنها، رفضت جولدمان رفضا قاطعا إدانة أعمال كولغوش، وكانت وحيدة في ذلك. وقد حثها الأصدقاء والمؤيدون - بمن فيهم بيركمان - على ترك قضيته. لكن جولدمان دافعت عن كولجوش قائلة أنه «كائن حساس جدا» وهاجمت اللاسلطويين الآخرين لتخليهم عنه. هاجمتها الصحف قائلة أنها «كاهنة اللاسلطوية العليا», وأعلنت العديد من الصحف عن مسؤولية الحركة اللاسلطوية عن الاغتيال. في أعقاب هذه الأحداث، ازداد الدعم للاشتراكية على حساب اللاسلطوية بين الراديكاليين الأمريكيين. أعلن خليفة ماكينلي، ثيودور روزفلت، عزمه على اتخاذ إجراءات صارمة «ليس ضد اللاسلطويين فحسب، ولكن ضد جميع المتعاطفين النشطين والسلبيين مع اللاسلطويين».

### أمنا الأرض والإفراج عن بيركمان

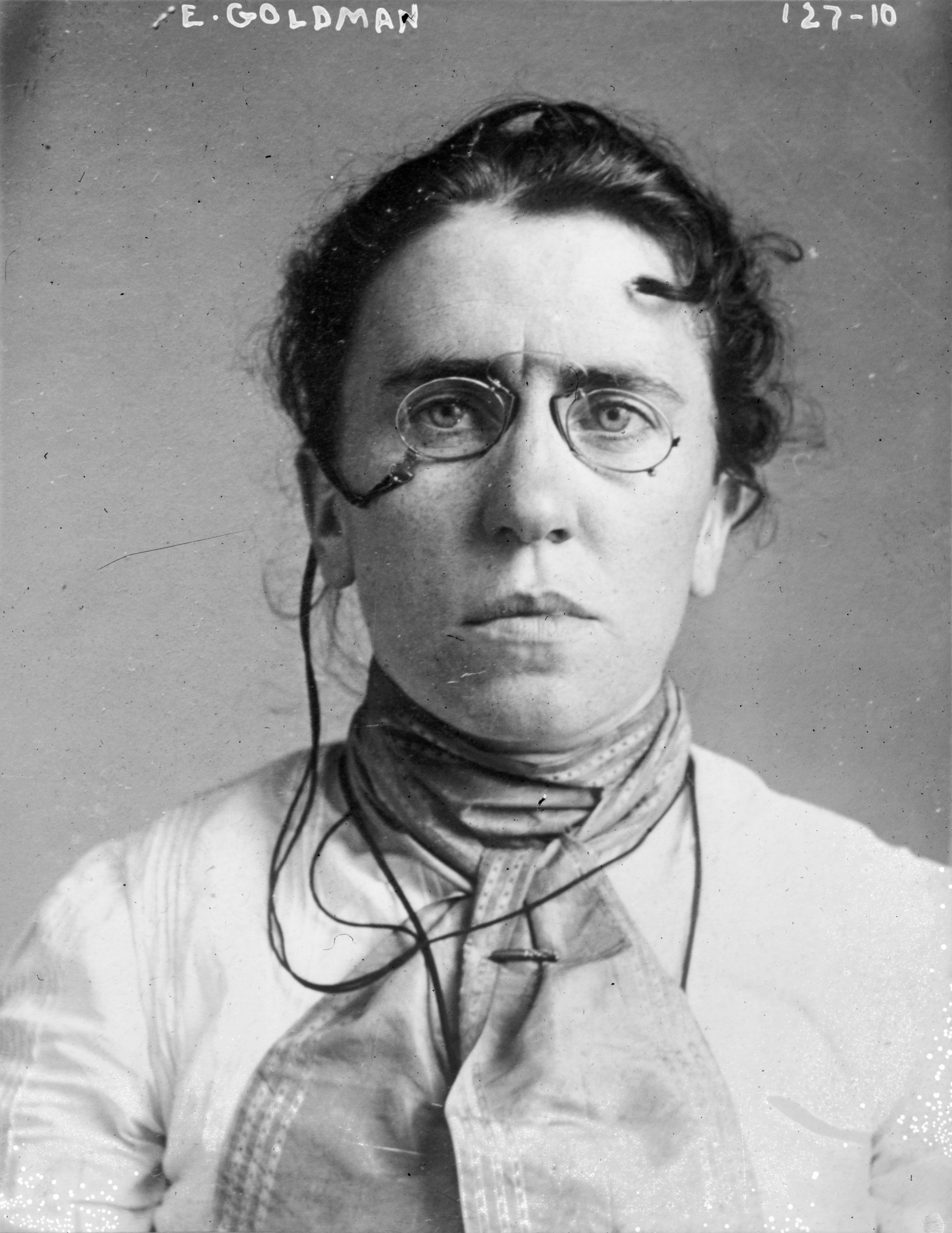
صورة عند إلقاء القبض على جولدمان في عام 1901 واتهامها بالتورط في اغتيال الرئيس ماكينلي.

بعد إعدام كولغوش، استنكفت جولدمان من العالم. ازدراها زملاؤها اللاسلطويين، شوهت الصحافة سمعتها، وانفصلت عن حبيبها بيركمان، تراجعت إلى العمل بالتمريض. وقالت: "كان من الصعب أن نواجه الحياة مرة أخرى. مستخدمة اسم إي. جي. سميث، اختفت من الحياة العامة، وتولت سلسلة من وظائف التمريض الخاصة. عندما أصدر الكونغرس الأمريكي قانون استبعاد اللاسلطويين، ارتفعت موجة جديدة من النشاط لمعارضته، مما أعاد جولدمان إلى الحركة. عارض القانون تحالف من مختلف الأشخاص والمنظمات من يسار الطيف السياسي على أساس أنه ينتهك حرية التعبير، واستعادت جولدمان آذان الأمة من جديد.
عندما ألقي القبض على لاسلطوي إنكليزي يدعى جون تيرنر بموجب قانون استبعاد اللاسلطوية وهدد بترحيله، ضمت جولدمان قواها مع رابطة حرية التعبير للدفاع عن قضيته. حصلت الرابطة على مساعدة المحامين كلارنس دارو وإدجار لي ماسترز، الذي تولى قضية تيرنر حتى وصلت إلى المحكمة العليا. على الرغم من أن تيرنر والرابطة خسروا القضية، اعتبرتها جولدمان نصرا دعائيا. وعادت إلى النشاط اللاسطوي، لكنه بدأ يؤثر عليها. راسلت بيركمان قائلة: «لم أشعر أبدا بثقل الهم مثل اليوم». «أخشى أنني محكومة للأبد أن أبقى ملكا عاما وأن أنهك في حياتي بسبب الرعاية لحياة الآخرين.»
في عام 1906، قررت جولدمان بدء نشر «مكان للتعبير عن الشباب المثالي في الفنون والرسائل». كانت أمنا الأرض مزودة بكادر من الناشطين الراديكاليين، بما في ذلك هيبوليت هافيل، ماكس باجينسكي، وليونارد أبوت. بالإضافة إلى نشر مؤلفات محرريها واللاسلطويين من جميع أنحاء العالم، طبعت أمنا الأرض مختارات من مجموعة متنوعة من الكتاب. وكان من بينهم الفيلسوف الفرنسي بيير جوزيف برودون، واللاسلطوي الروسي بيتر كروبوتكين، والفيلسوف الألماني فريدريخ نيتشه، والكاتبة البريطانية ماري ولستونكرافت. كتبت جولدمان في كثير من الأحيان عن اللاسطوية، السياسة، قضايا العمل، الإلحاد، الحياة الجنسية، والنسوية.
في 18 مايو من نفس العام، أطلق سراح الكسندر بركمان من السجن. حاملة باقة من الورود، التقت به جولدمان على منصة القطار ووجدت نفسها وقد «استولى عليها الرعب والشفقة» عندما شاهدت شكله الهزيل والشاحب. لم يكن قادرا على الكلام. عادوا إلى بيتها صامتان. لعدة أسابيع، استصعب التكيف مع الحياة في الخارج؛ انتهت جولة خطب غير مثمرة في الفشل، واشترى مسدسا في كليفلاند لينتحر. إلا أنه لدى عودته إلى نيويورك، علم أنه قد ألقي القبض على جولدمان مع مجموعة من النشطاء أثناء اجتماع للتفكير في قضية كولغوش. امتلأ حيوية من غضبه من هذا الانتهاك لحرية التجمع، أعلن «قد بعثت!» وسعى لتأمين الإفراج عنهم.
أخذ بيركمان قياد أمنا الأرض في عام 1907، في حين قامت جولدمان بجولات في البلاد لجمع الأموال للحفاظ على تشغيله. كان تحرير المجلة تجربة منشطة لبيركمان. ولكن علاقته مع جولدمان تعثرت، وكانت له علاقة مع لاسلطوية عمرها 15 عاما تدعى بيكي إيدلسون. آلم رفضه ذاك جولدمان، لكنها اعتبرته نتيجة لتجربته في السجن. في وقت لاحق من ذلك العام كانت مندوبة الولايات المتحدة في المؤتمر اللاسلطوي الدولي في أمستردام. تجمع اللاسلطويون والنقابيون من جميع أنحاء العالم لحل لتوتر بين الإيديولوجيتين، ولكن لم يتم التوصل إلى اتفاق حاسم. عاد جولدمان إلى الولايات المتحدة واستمر في خطبها أمام جمهور كبير.

### رايتمان، مقالات وتحديد النسل
على مدى السنوات العشر التالية، سافرت جولدمان في جميع أنحاء البلاد دون توقف، وقدمت المحاضرات ودعت للمذهب اللاسلطوي. وقد جعلتها الائتلافات التي شكلت لمعارضة قانون استبعاد اللاسلطوية تقدر التواصل مع ذوي المواقف السياسية المختلفة. ذكرت تقارير الجواسيس الذين أرسلتهم وزارة العدل الأمريكية أن اجتماعاتها «مليئة». وتحدث الكتاب والصحفيون والفنانون والقضاة والعاملون من جميع أنحاء الطيف عن «قوتها المغناطيسية»، «وحضورها المقنع» «وقوتها، بلاغتها، وناريتها».

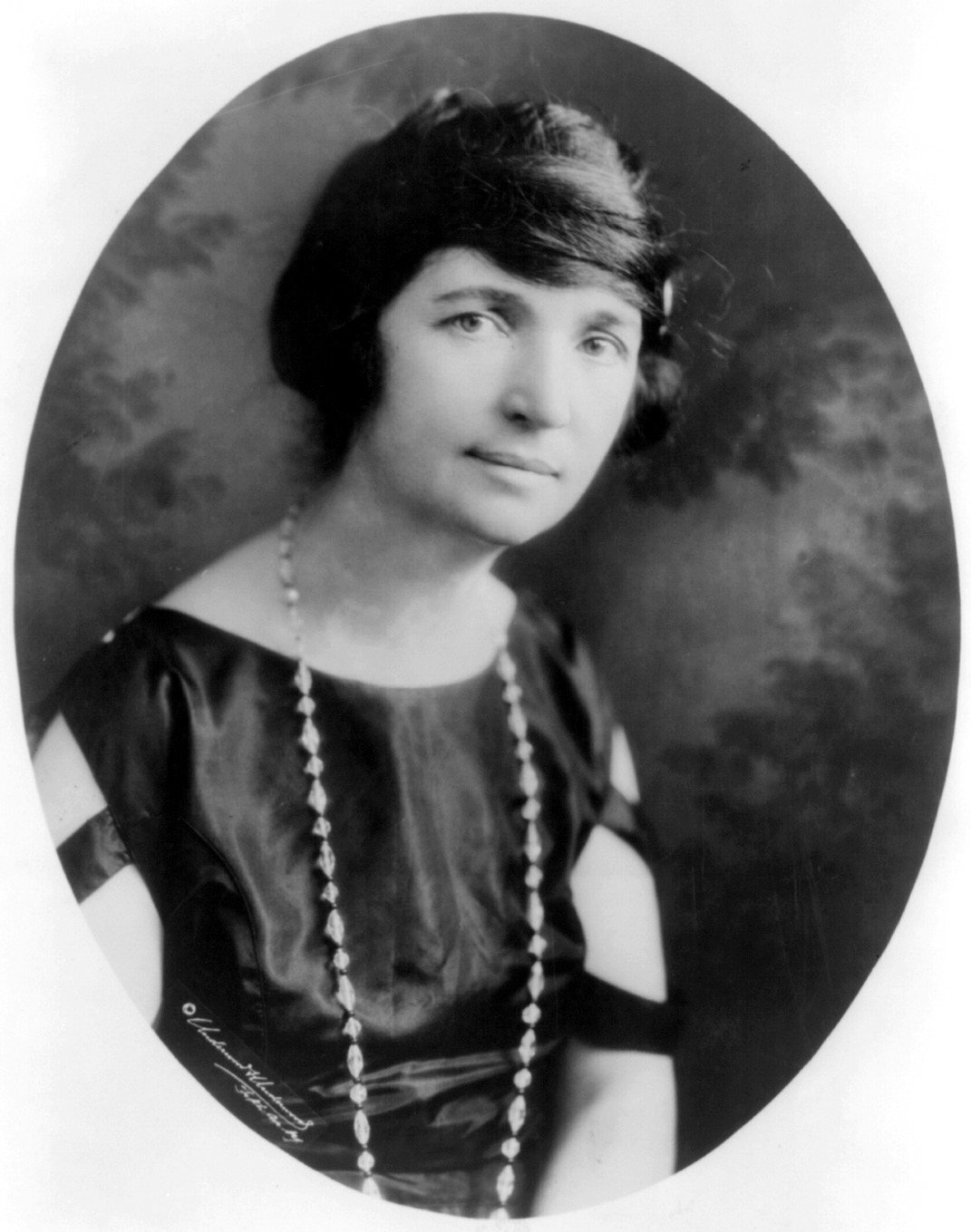
انضمت جولدمان إلى مارغريت سانجر في صليبية وصول المرأة إلى تحديد النسلتحديد النسل؛ اعتقلت كلاهما لانتهاك قانون كومستوك.

في ربيع عام 1908، التقى جولدمان وعشقت بن رايتمان، الذي لقب «بالطبيب المشرد». بعد أن نشأ في حي تندرلوين في شيكاغو، قضى رايتمان عدة سنوات في التجوال قبل حصول على شهادة الطب من كلية الأطباء والجراحين في شيكاغو. كطبيب، عالج الناس الذين يعانون من الفقر والمرض، وخاصة الأمراض التناسلية. بدأ هو وجولدمان علاقة. كانوا قد التزموا بالحب الحر واتخذ رايتمان مجموعة متنوعة من العشاق، أما جولدمان فلا. حاولت التوفيق بين مشاعر الغيرة مع الاعتقاد بحرية القلب، لكنها وجدت صعوبة بذلك.
بعد عامين، بدأت جولدمان بالشعور بالإحباط من جمهور المحاضرات. وتاقت إلى «الوصول إلى عدد قليل من الذين يريدون حقا أن يتعلموا، بدلا من العديد من الذين يأتون ليتسلوا». جمعت سلسلة من الخطب والمقالات التي كتبتها لأمنا الأرض ونشرتها في كتاب حمل عنوان اللاسلطوية ومقالات أخرى. يغطي الكتاب مجموعة واسعة من المواضيع، حاولت جولدمان فيه تمثيل «الصراعات العقلية والروحية طوال واحد وعشرين عاما». بالإضافة إلى نظرة شاملة على اللاسلطوية وانتقاداتها، يتضمن الكتاب مقالات عن الوطنية، واقتراع النساء، والزواج، والسجون.
عندما صاغت مارغريت سانجر، المدافعة عن الحصول على وسائل منع الحمل، مصطلح «تحديد النسل» ونشرت معلومات عن أساليب مختلفة في عدد يونيو 1914 من مجلتها «المرأة المتمردة»، تلقت دعما قويا من جولدمان، التي كان نشيطة في الجهود الرامية إلى زيادة إمكانية الحصول على النسل منذ سنوات. في عام 1916، ألقي القبض على جولدمان لإعطائها دروسا علنية حول كيفية استخدام وسائل منع الحمل. كما ألقي القبض على سانجر بموجب قانون كومستوك الذي يحظر نشر «مواد فاحشة أو بذيئة أو الماجنة»—بما في ذلك المعلومات المتعلقة بتحديد النسل.
على الرغم من أنها اختلفت لاحقا مع سانجر بسبب اتهامات بدعم غير كاف، وزع جولدمان ورايتمان نسخا من كتيب سانجر تحديد الأسرة (جنبا إلى جنب مع مقال مماثل بقلم رايتمان). وفي عام 1915، قامت جولدمان بجولة في جميع أنحاء البلاد من أجل زيادة الوعي بخيارات منع الحمل. على الرغم من أنه بدا أن موقف الأمة تجاه الموضوع آخذ بالتحرر، اعتقلت جولدمان في 11 فبراير 1916، وهي على وشك إعطاء محاضرة عامة أخرى. اتهمت غولدمان بانتهاك قانون كومستوك. رفضت غولدمان دفع غرامة قدرها 100 دولار، أمضت أسبوعين في السجن وقد رأت أنها «فرصة» لإعادة التواصل مع أولئك الذين نبذهم المجتمع.

### الحرب العالمية الأولى
على الرغم من إعادة انتخاب الرئيس الأمريكي وودرو ويلسون في عام 1916 تحت شعار «لقد أبقانا خارج الحرب»، فقد قرر في بداية ولايته الثانية أن استخدام ألمانيا المستمر لحرب الغواصات المفتوحة كان سببا كافيا لدخول الولايات المتحدة الحرب العالمية الأولى. بعد فترة وجيزة، أصدر الكونغرس قانون الخدمة الانتقائي لعام 1917، الذي يتطلب من جميع الذكور الذين تتراوح أعمارهم بين 21-30 للتسجيل في التجنيد العسكري. وقد اعتبرت جولدمان القرار بأنه عدوان عسكري، مدفوعا بالرأسمالية. وأعلنت في أمنا الأرض عزمها على مقاومة التجنيد الإجباري، ومعارضة تدخل الولايات المتحدة في الحرب.

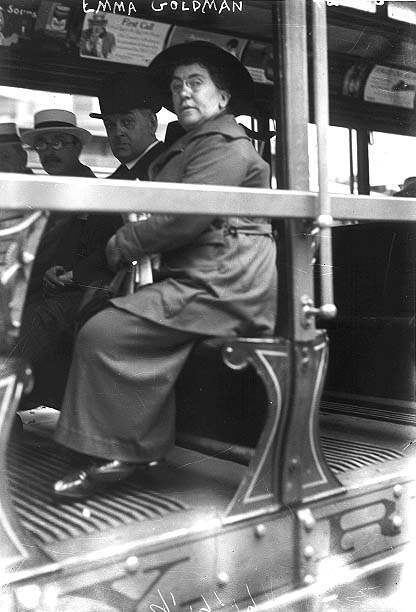
سجنت جولدمان لمدة عامين بعد معارضة التجنيد الإجباري في الولايات المتحدة خلال الحرب العالمية الأولى.

ولهذه الغاية، نظمت هي وبركمان عصبة عدم التجنيد في نيويورك، والتي أعلنت: «نحن نعارض التجنيد لأننا أمميين، مناهضين للعسكرية، ونعارض كافة الحروب التي تشنها الحكومات الرأسمالية.» وأصبحت الجماعة طليعة للنشاط المعارض للتجنيد، وبدأت فروع إضافية تظهر في مدن أخرى. عندما بدأت الشرطة بمداهمة أحداث الجماعة العامة من أجل العثور على شباب لم يسجلوا في التجنيد الإجباري، ركز جولدمان وآخرون جهودهم على توزيع كتيبات ومناشير أخرى. في خضم الحماسة الوطنية التي اجتاحت البلاد، رفضت عناصر كثيرة من اليسار السياسي دعم جهود العصبة. فعلى سبيل المثال، توقف حزب السلام النسائي عن معارضته للحرب بعد دخول الولايات المتحدة إليها. اتخذ الحزب الاشتراكي الأمريكي موقفا رسميا ضد تدخل الولايات المتحدة، لكنه أيد ويلسون في معظم أنشطته.

في 15 يونيو 1917، اعتقل جولدمان وبيركمان خلال مداهمة لمكاتبهم التي أسفرت عن مصادرة«حمولة مليئة بالسجلات والدعايى اللاسلطوية». وذكرت صحيفة نيويورك تايمز أن جولدمان طلب تبديل ملابسها إلى زي أنسب، وظهرت بثوب بلون «أرجواني ملكي». اتهم الزوج بالتآمر على «حث الأشخاص على عدم التسجيل» بموجب قانون التجسس الذي تم سنه حديثا، واحتجزا مع كفالة بمبلغ 25,000 دولار أمريكي لكل واحد منهما. دافعت جولدمان عن نفسها وعن بيركمان خلال محاكمتهما، مستندة إلى التعديل الأول، وسألت كيف يمكن للحكومة أن تدعي الكفاح من أجل الديمقراطية في الخارج في حين قمع حرية التعبير في الوطن:

نقول إنه إذا دخلت أمريكا الحرب بهدف جعل العالم آمنا من أجل الديمقراطية، يجب عليها أولا أن تجعل الديمقراطية آمنة في أمريكا. كيف يمكن للعالم أن يأخذ أمريكا على محمل الجد، عندما تكون الديمقراطية في الوطن غاضبة يوميا، قمع حرية التعبير، تجمعات سلمية تفرقها عصابات وحشية متعجرفة في زي رسمي؛ عندما يتم التضييق على الصحافة الحرة ويكتم كل رأي مستقل؟ بالحقيقة، إن كنا نفتقر للديمقراطية كما نحن عليه الآن، كيف يمكن أن نمنحها للعالم?

ومع ذلك، وجدت لجنة المحلفين غولدمان وبيركمان مذنبين. وقد فرض القاضي جوليوس مارشيتس ماير العقوبة القصوى: السجن لمدة سنتين، وغرامة قدرها 10,000 دولار لكل منهما، وإمكانية الإبعاد بعد الإفراج عنهما. عندما نقلت إلى سجن ولاية ميسوري (اليوم مركز جيفرسون سيتي التأهيلي)، كتبت جولدمان إلى صديق: «السجن لمدة سنتين لمجرد اتخاذ موقف لا ينثني بناء على مبادئ المرء، يا له من ثمن بخس.»
في السجن، تم تعيينها مرة أخرى للعمل كخياطة، تحت رقابة «مزراب بائس عبارة عن صبي يبلغ من العمر 21 عاما يأخذ أجرا للحصول على نتائج». التقت بالاشتراكية كيت ريتشاردز أوهير، الذي كان قد سجنت أيضا بموجب قانون التجسس. وعلى الرغم من اختلافهما حول الاستراتيجية السياسية - آمنت كيت أوهير بالتصويت من أجل الحصول على سلطة الدولة - اجتمعت امرأتان لإثارة المطالبة بظروف أفضل للسجناء. كما التقت جولدمان وصادقت غابرييلا سيغاتا أنتوليني، اللاسلطوية ومن أتباع لويجي غالياني. وكان قد تم القبض على أنتوليني أثناء نقلها حقيبة مليئة بالديناميت على متن قطار متجه إلى شيكاغو. رفضت التعاون مع السلطات، وأرسلت إلى السجن لمدة 14 شهرا. بفضل العمل معا لجعل الحياة أفضل للسجينات الأخريات، عرفت النساء الثلاث باسم «الثالوث». أطلق سراح جولدمان في 27 سبتمبر 1919.

### الإبعاد

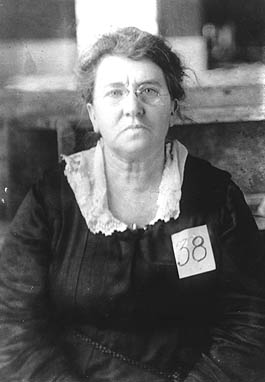
صورة إيما جولدمان أثناء إبعادها، 1919

أطلق سراح جولدمان وبركمان من السجن خلال الذعر الأحمر في الولايات المتحدة الأمريكية من 1919-1920، عندما تحول القلق العام من نشاطات مؤيدة لألمانيا في زمن الحرب إلى خوف متفشي من البلشفية واحتمال حدوث ثورة راديكالية وشيكة. وكان النائب العام ألكسندر ميتشل بالمر وجي إدغار هوفر، رئيس قسم المخابرات العامة بوزارة العدل الأمريكية، يعتزمان استخدام قانون الاستبعاد اللاسلطوي وتوسيعه عام 1918 لترحيل كل من ليس مواطنا يمكن التحديد أنه من دعاة اللاسلطوية أو الثورة. «إيما جولدمان والكسندر بيركمان،» كتب هوفر أثناء وجودهما في السجن «هما دون شك اثنين من أخطر اللاسلطويين في هذا البلد وعودتهم إلى المجتمع سوف تؤدي إلى ضرر لا مبرر له.»
في جلسة إبعادها في 27 أكتوبر، رفضت جولدمان الإجابة على أسئلة حول معتقداتها على أساس أن جنسيتها الأمريكية تبطل أي محاولة لإبعادها بموجب قانون الاستبعاد اللاسلطوي، الذي يمكن تنفيذه فقط ضد من هم ليسوا مواطنين أمريكيين. وقدمت بيانا مكتوبا بدلا من ذلك: «يُبعد اليوم ما يسمى بالأجانب، غدا سوف يُنفى المواطنون الأمريكيون. حتى أن بعض المغالين بوطنيتهم يقترحوت اليوم نفي أبناء الولايات المتحدة الأصليين الذين يعتبرون الديمقراطية قيمة مقدسة.» كتب لويس بوست من وزارة العمل الأمريكية، التي كانت لها القرار النهائي في مسألة الترحيل، أن إسقاط جنسية زوجها الأمريكية في عام 1908 بعد إدانته قد أدت إلى إلغاء جنسيتها أيضا. بعد أن وعد في البداية بمحاربة القرار بالمحكمة، قررت عدم الطعن بحكمه.
شمات وزارة العمل جولدمان وبركمان ضمن 249 أجنبيا رُحِّلوا بشكل جماعي، معظمهم لمجرد وجود علاقة مبهمة مع جماعات راديكالية فككتها مداهمات الحكومة في نوفمبر. أبحرت بوفورد، سفينة لقبتها الصحافة ب «سفينة نوح السوفييتية،» من ميناء نيويورك العسكري في 21 ديسمبر. حرس السفينة 58 جنديا وأربعة ضباط، كما وزعت المسدسات على الطاقم. وافقت معظم الصحف بحماس على الإجراء. كتب كليفيلاند بلين ديلر: «نأمل ونتوقع أن تتبعها سفن أخرى، أكبر، أكثر سلاسة، تحمل شحنات مماثلة.» وكانت السفينة قد رست في هانكو بفنلندا يوم السبت 17 يناير عام 1920. ولدى وصوله إلى فنلندا، قامت السلطات هناك بإرسال المبعدين إلى الحدود الروسية تحت علم الهدنة.

### روسيا

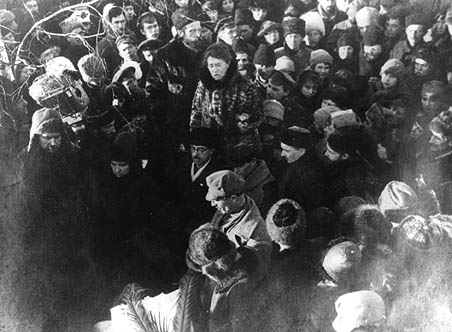
هنا، أبّنت إيما جولدمان بيتر كروبوتكين. على الفور أمام غولدمان يقف رفيقها مدى الحياة الكسندر بيركمان. كانت جنازة كروبوتكين آخر مظاهرة كبيرة للاسلطويين في موسكو - نزل عشرات الآلاف من الناس إلى الشوارع للمشاركة بالجنازة.

في البداية قيمت جولدمان الثورة البلشفية تقييما إيجابيا. وكتبت في أمنا الأرض أنه على الرغم من اعتمادها على الحكومة الشيوعية، فإنها تمثل «المبادئ الأساسية، بعيدة المدى والشاملة لحرية الإنسان ورفاهيته الاقتصادية». اقترابها من أوروبا، أعربت عن مخاوفها بشأن ما سيأتي. كانت قلقة من الحرب الأهلية الروسية الجارية وإمكانية الاستيلاء عليها من قبل القوات المناهضة للبلاشفة. شكلت الدولة، رغم مناهضتها للرأسمالية، تهديدا. «لم أستطع أبدا أن أعمل في حياتي ضمن حدود الدولة»، وكتبت إلى ابنة أختها، «بلشفية أو غير ذلك.»

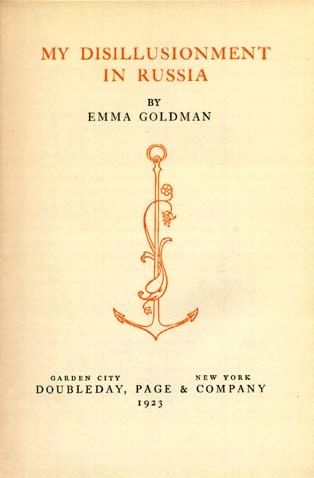
تجارب غولدمان في روسيا السوفييتية جعلتها تؤلف كتابها عام 1923، "خيبة أملي في روسيا.

سرعان ما اكتشفت أن مخاوفها مبررة. بعد أيام من عودتها إلى بتروغراد (سان بطرسبرج)، صدمت عندما سمعت مسؤولا حزبيا يشير إلى أن حرية التعبير «خرافة برجوازية». عندما سافرت هي وبيركمان في جميع أنحاء البلاد، وجدا القمع وسوء الإدارة والفساد بدلا من المساواة وتمكين العمال الذين كانا يحلمان به. تم تشويه سمعة الذين شككوا في الحكومة على أنهم معادون للثورة، وعمل العمال بظروف قاسية. اجتمعا مع فلاديمير لينين، الذي أكد لهما أن قمع الحكومة للحريات الصحفية له ما يبرره. وقال لهما: «لا يمكن أن تكون هناك حرية تعبير في الفترة الثورية.» كان بيركمان أكثر استعدادا للتسامح مع أعمال الحكومة باسم «الضرورة التاريخية»، لكنه انضم في نهاية المطاف إلى جولدمان في معارضتها لسلطة الدولة السوفييتية.
في مارس 1921، اندلعت الإضربات في بتروغراد عندما نزل العمال إلى الشوارع مطالبين بحصص غذائية أفضل والمزيد من الحكم الذاتي النقابي. أحس غولدمان وبيركمان بمسؤوليتهم لدعم المضربين، قائلين: «إن الصمت الآن مستحيل، بل حتى إجرامي.» وانتشرت الاضطرابات إلى مدينة كرنشتات الساحلية حيث أمرت الحكومة بالرد العسكري لقمع الجنود والبحارة المضربين. قتل ما يقارب 1000 من البحارة والجنود المتمردين، في تمرد كرنشتات، وألقي القبض على ألفين آخرين؛ أعدم العديد منهم لاحقا. في أعقاب تلك الأحداث، قرر جولدمان وبيركمان بعدم وجود مستقبل لهم في البلاد. كتبت جولدمان «رويدا رويدا، توصلنا إلى استنتاج مفاده أننا لا نستطيع أن نفعل شيئا هنا، وبما أننا لا نستطيع مواصلة حياة الخمول لفترة أطول قررنا المغادرة.»
في ديسمبر 1921، غادرا البلاد متجهان إلى عاصمة لاتفيا ريغا. وكان مفوض الولايات المتحدة في تلك المدينة قد أبرق للمسؤولين في واشنطن، الذين بدأوا في طلب معلومات حول أنشطة الزوجين من الحكومات الأخرى. بعد رحلة قصيرة إلى ستوكهولم، انتقلا إلى برلين حيث أقاما لعدة سنوات. خلال تلك الفترة وافقت جولدمان على كتابة سلسلة من المقالات عن حياتها في روسيا لصحيفة نيويورك ورلد التي كان يملكها جوزيف بوليتزر. وقد جُمعت لاحقا ونُشرت في كتاب «خيبة أملي في روسيا (1923) و» خيبة أملي الإضافية في روسيا (1924). وضع الناشر هذه العناوين جذبا للانتباه؛ اعترضت جولدمان عليهما دون جدوى.

### إنجلترا، كندا وفرنسا
وجدت جولدمان صعوبة في التأقلم مع الجماعات اليسارية الألمانية في برلين. مقت الشيوعيون تصريحاتها عن القمع السوفياتي بينما رفضها الليبراليون لراديكاليتها. في حين بقي بيركمان في برلين لمساعدة المنفيين الروس، انتقلت جولدمان إلى لندن في سبتمبر 1924. عند وصولها، رتبت الروائية ريبيكا ويست لها حفل استقبال، حضره الفيلسوف برتراند راسل، الروائي ه. ج. ويلز، وأكثر من 200 ضيف آخر. عندما تحدثت عن عدم رضاها عن الحكومة السوفيتية، صدم الجمهور. غادر البعض؛ بينما لامها الآخرون لانتقادها السابق لأوانه للتجربة الشيوعية. في وقت لاحق، في رسالة، رفض راسل دعم جهودها لإحداث التغيير المنهجي في الاتحاد السوفيتي وسخر من مثاليتها اللاسلطوية.

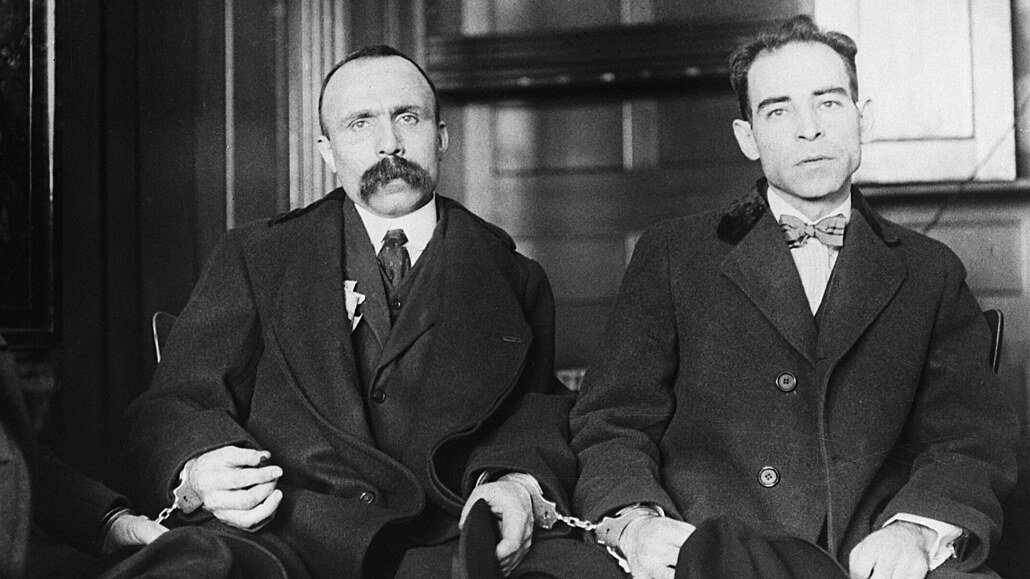
أدى إعدام اللاسلطويين الإيطاليين نيكولا ساكو (يمين) وبارتولوميو فانزيتي في عام 1927 إلى إثارة قلق جولدمان، التي كانت مقيمة وحدها في كندا.

في عام 1925، بدأ شبح الترحيل يلوح مرة أخرى، ولكن لاسلطويا اسكتلنديا يدعى جيمس كولتون عرض عليها الزواج كي تحصل على الجنسية البريطانية. على الرغم من سطحية معرفتهما، قبلت فتزوجا في 27 يونيو 1925. منحها وضعها الجديد راحة البال، وسمح لها بالسفر إلى فرنسا وكندا. كانت الحياة في لندن مرهقة لجولدمان. وكتبت إلى بيركمان: «أنا متعبة جدا وأشعر بالوحدة وقلبي مفطور. يا له من شعور مرعب أن تعود من المحاضرات ولا تعثر على أي روح طيبة، لا يهتم أحد إن كنت ميتا أو حيا.» عملت على دراسات تحليلية للدراما، وتوسعت على العمل الذي نشرته في عام 1914. ولكن الجماهير كانت «فظيعة»، ولم تنه كتابها الثاني حول هذا الموضوع.
سافرت جولدمان إلى كندا في عام 1927، لتسمع عن الإعدام الوشيك للفوضويين الإيطاليين نيكولا ساكو وبارتولوميو فانزيتي في بوسطن. أغضبتها التجاوزات العديدة في القضية، وقالت أنها رأت أن ذلك تراجع آخر للعدالة في الولايات المتحدة. قالت إنها تتوق إلى الانضمام إلى المظاهرات الجماهيرية في بوسطن. ذكريات قضية هايماركيت طغت عليها، وتفاقمت عزلتها. فكتبت «في الماضي كانت حياتي أمامي فتمكنت من تناول قضية أولئك الذين قتلوا، والآن ليس لدي شيء.»
في عام 1928، بدأت في كتابة سيرتها الذاتية، بدعم من مجموعة من المعجبين الأميركيين، بما في ذلك الصحفي ه. ل. منكن، الشاعرة إدنا سانت فنسنت ميلاي، الروائي ثيودور درايزر وجامعة التحف الفنية بيغي جوجنهايم، التي جمعت لها 4000 $. قامت بتأمين كوخ في مدينة سان تروبيه الساحلية الفرنسية وقضت عامين تدون ذكرياتها. وفر لها بيركمان ردود فعل هامة وحادة، قامت في نهاية المطاف بإدراجها على حساب تردي علاقتهما. أرادت جولدمان أن يكون الكتاب، أعيش حياتي، مجلدا واحدا رخيص الثمن يمكن للطبقة العاملة تحمل شرائه (حثت أن لا يزيد عن 5.00 $)؛ ناشرها ألفريد أ. نوبف، مع ذلك، أصدره بمجلدين بيعا معا ب 7,50 $. غضبت جولدمان، لكنها لم تكن تستطيع تغيير ذلك. نتيجة للكساد الكبير بشكل أساسي، كانت المبيعات شحيحة على الرغم من اهتمام المكتبات به في جميع أنحاء الولايات المتحدة. كانت الاستعراضات النقدية متحمسة بوجه عام؛ أدرجت كل من نيويورك تايمز، نيويوركر، وسترداي ريفيو أوف ليتراتشور الكتاب باعتباره أحد أفضل الكتب غير الخيالية في ذلك العام.
في عام 1933، حصلت جولدمان على تصريح لإلقاء المحاضرات في الولايات المتحدة شرط أن تتحدث عن الدراما وسيرتها الذاتية فحسب، وليس عن الأحداث السياسية الراهنة. عادت إلى نيويورك في 2 فبراير 1934 لتلقى تغطية إعلامية إيجابية عموما - ما عدا في المنشورات الشيوعية. وسرعان ما كانت محاطة بالمعجبين والأصدقاء وغمرتها الدعوات لإجراء المحادثات والمقابلات. انتهت تأشيرتها في مايو، فذهبت إلى تورونتو من أجل تقديم طلب آخر لزيارة الولايات المتحدة. ومع ذلك، رفض طلبها بتجديد التأشيرة. بقيت في كندا، وكتبت مقالات في صحف أمريكية.
في فبراير ومارس 1936، خضع بيركمان لعمليتين في البروستاتا. استعاد عافيته في نيس برعايته رفيقته، إيمي إكشتين، لذا غاب عن عيد ميلاد جولدمان السابع والستين في سان تروبيه في يونيو. كاتبته حزينة، لكنه لم يقرأ الرسالة. تلقت مكالمة في منتصف الليل مفادها أن بيركمان في وضع خطير. غادرت إلى نيس على الفور ولكن عندما وصلت في الصباح، وجدت جولدمان أنه أطلق النار على نفسه وكان مشلولا وفي شبه غيبوبة. توفي في وقت لاحق من ذلك المساء.

### الحرب الأهلية الإسبانية
في يوليو 1936، بدأت الحرب الأهلية الإسبانية بعد محاولة انقلاب قامت بها أجزاء من الجيش الإسباني ضد حكومة الجمهورية الإسبانية الثانية. وفي الوقت نفسه، بدأ اللاسلطويون الإسبان، الذين قاتلوا ضد القوى القومية، ثورة لاسلطوية. دعيت جولدمان إلى برشلونة حالا، كما كتبت إلى ابنة أختها، «الوزن الساحق الذي كان يضغط على قلبي منذ وفاة ساشا تركني كأنه سحر». وقد رحبت بها منظمات الاتحاد الوطني للعمل (ناسيونال ديل تراباجو) والاتحاد الإيبيري اللاسلطوي (فيديراسيون أناركيستا إيبيريكا - فاي)، وللمرة الأولى في حياتها عاشت في مجتمع يديره اللاسلطويون، وفقا للمبادئ اللاسلطوية الحقيقية. «في كل حياتي»، كتبت في وقت لاحق، «لم أكن قد ألق مثل هذه الضيافة الحارة والرفقة والتضامن.» بعد أن قامت بجولة في مجموعة من التعاونيات في محافظة ويسكا، قالت لمجموعة من العمال: «سوف تدمر ثورتك إلى الأبد [الفكرة] أن اللاسلطوية تعني الفوضى.» وبدأت في تحرير أسبوعية سي.إن.تي-فاي إنفورماشن بولتين وردت فيها على البريد باللغة الإنجليزية.

قام جولدمان بتحرير نشرة باللغة الإنجليزية للمنظمات اللاسلطوية النقابية الاتحاد الوطني للعمل والاتحاد الإيبيري اللاسلطوي خلال الحرب الأهلية الإسبانية.

بدأت جولدمان بالقلق بشأن مستقبل اللاسلطوية في إسبانيا عندما انضمت سي.إن.تي-فاي إلى الحكومة الائتلافية في عام 1937 ضد المبدأ اللاسلطوي الأساسي المتمثل في مقاطعة بنى الدولة، وأكثر من ذلك، قدمت بتكرار، للأسف، تنازلات للقوى الشيوعية باسم الوحدة ضد الفاشية. وكتبت أن التعاون مع الشيوعيين في إسبانيا هو «إنكار لرفاقنا في معسكرات اعتقال ستالين». وفي الوقت نفسه، رفضت روسيا إرسال أسلحة إلى القوات اللاسلطوية، وشنت حملات تضليل ضد اللاسلطويين في جميع أنحاء أوروبا والولايات المتحدة. عادت غولدمان إلى لندن كممثل رسمي ل سي.إن.تي-فاي.
من خلال إلقائها للمحاضرات وإجراء المقابلات، دعمت جولدمان بحماس اللاسلطويين النقابيين الإسبان. وكتبت بانتظام إلى صحيفة إسبانيا والعالم، وهي صحيفة نصف شهرية تركز على الحرب الأهلية. في مايو 1937، هاجمت القوات التي يقودها الشيوعيون معاقل اللاسلطويين وفككت التعاونيات الزراعية. وقد قبلت الصحف في انكلترا وأماكن أخرى الرواية التي عرضتها الجمهورية الإسبانية الثانية للأحداث دون تشكيك. كتب الصحفي البريطاني جورج أورويل، الذي كان حاضرا في المداهمات: «إن روايات أحداث شغب برشلونة في مايو... تفوق في كذبها كل ما سبق ورأيته على الإطلاق.»
عادت جولدمان إلى إسبانيا في سبتمبر، ولكن بدى لها سي.إن.تي-فاي كأشخاص «في منزل يحترق». والأسوأ من ذلك رفض اللاسلطويون وغيرهم من الراديكاليون في جميع أنحاء العالم تأييد قضيتهم. أعلنت القوات الوطنية النصر في إسبانيا قبل عودتها إلى لندن. أحبطها مناخ إنكلترا القمعي - الذي وصفته بأنه «أكثر فاشية من الفاشيين»—عادت إلى كندا في عام 1939. لكن خدمتها لقضية اللاسلطوية في إسبانيا لم يطوها النسيان. وفي عيد ميلادها السبعين، أرسل إليها ماريانو فازكيز، الأمين العام السابق لسي.إن.تي-فاي، رسالة من باريس، مشيدا بها على إسهاماتها ولقبها «أمنا الروحية». وصفت جولدمان الرسالة بأنها «أجمل تكريم تلقيته في حياتي».

### السنوات الأخيرة

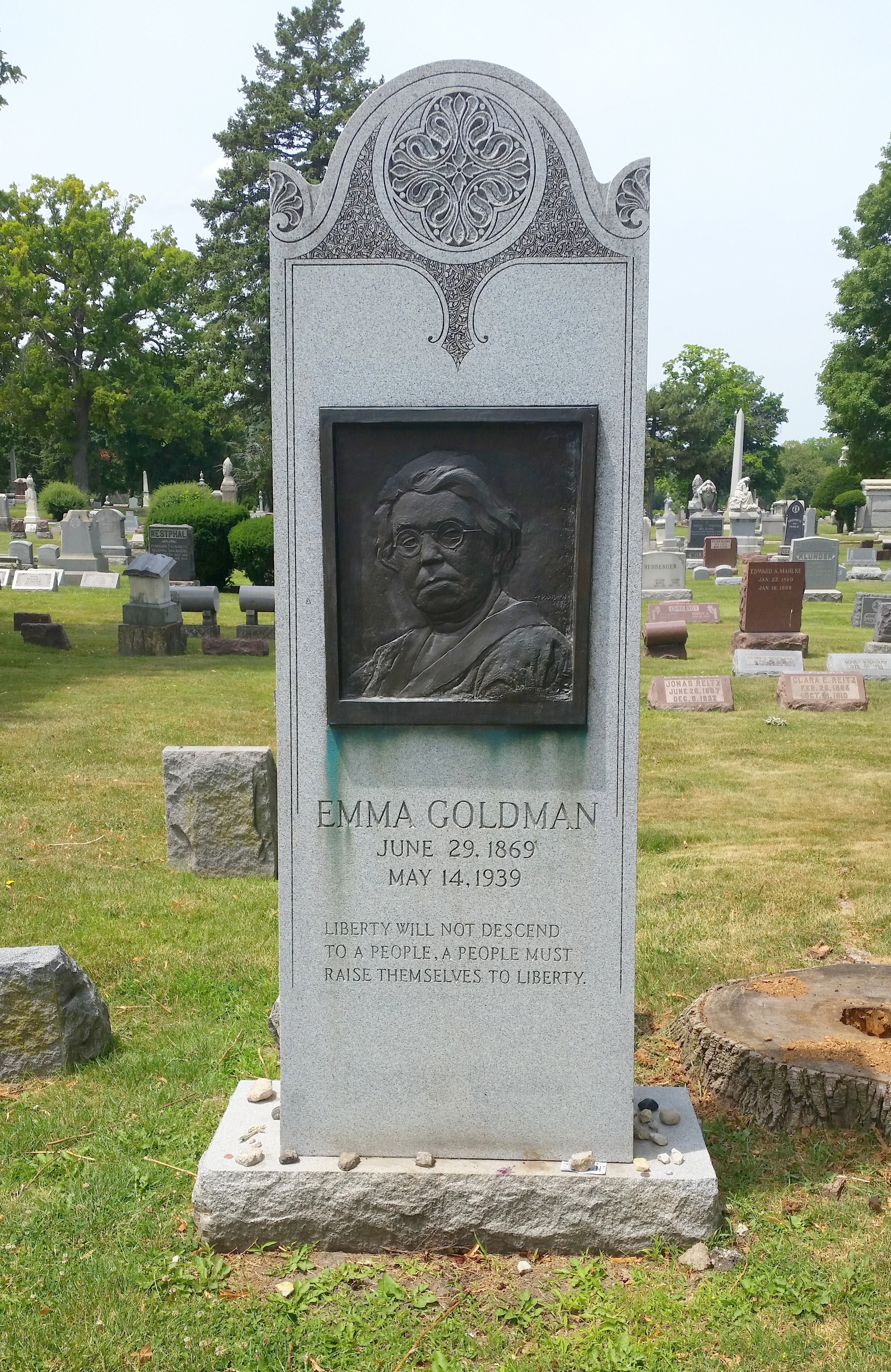
قبر غولدمان في مقبرة فورست هوم في إلينوي، بالقرب من قبور اللاسلطويين الذين أعدموا في قضية هايماركيت. التواريخ على شاهد القبر غير صحيحة.

حينما الأحداث التي سبقت الحرب العالمية الثانية في أوروبا، كررت غولدمان معارضتها للحروب التي تشنها الحكومات. "رغم كرهي الشديد لهتلر، موسوليني، ستالين وفارنكو" راسلت صديقا لها: "لن أؤيد حربا ضدهم ومن أجل الديمقراطيات، التي بحسب تحليلها النهائي ليست سوى فاشية مقنَّعة"." شعرت بأن بريطانيا وفرنسا قد فاتتهما الفرصة لمعارضة الفاشية، وأن الحرب القادمة لن تؤدي إلا إلى "شكل جديد من الجنون في العالم". كان هذا الموقف غير شعبي بتاتا، إذ كان صدى كبير لتهجم هتلر على الجاليات اليهودية في جميع أنحاء الشتات اليهودي.

### وفاتها
عانت جولدمان من سكتة دماغية أقعدتها يوم السبت بتاريخ 17 فبراير 1940. أصيبت بشلل نصفي في جانبها الأيمن، وعلى الرغم من أن سمعها لم يتأثر، لم تستطع الكلام. وقد وصفها أحد الأصدقاء: «مجرد التفكير أن إيما أمامي، أعظم خطباء أمريكا، عاجزة على نطق كلمة واحدة.» على مدى ثلاثة أشهر تحسنت قليلاً، واستقبلت الزوار وفي مناسبة واحدة أشارت إلى دفتر العناوين خاصتها للإشارة إلى صديق أنه قد يجد فيه علاقات ودية خلال رحلة إلى المكسيك. وقد تعرضت لسكتة دماغية أخرى في 8 مايو، وفي 14 مايو وتوفيت في تورونتو، عن عمر 70 عاماً.
سمحت دائرة الهجرة والتجنيس الأمريكية بإدخال جثتها إلى الولايات المتحدة. ودفنت في مقبرة فالدهايم الألمانية (التي تسمى الآن مقبرة فورست هوم) في فورست بارك بولاية إلينوي، وهي ضاحية غربية في شيكاغو، بين قبور عمال والناشطين الاجتماعيين آخرين بما في ذلك بن ريتمان وأولئك الذين أعدموا بعد قضايا هايماركيت. وقد قام بالنقش الغائر على شاهد قبرها النحات جو دافيدسون.

## فلسفتها
تحدثت جولدمان وكتبت بتوسع حول مجموعة متنوعة من القضايا. في حين أنها رفضت التفكير الأصولي، كانت لها مساهمات هامة في العديد من مجالات الفلسفة السياسية الحديثة. تأثرت بالعديد من المفكرين والكتاب المتنوعين، من ضمنهم ميخائيل باكونين، هنري ديفيد ثورو، بيتر كروبوتكين، رالف والدو إيمرسون، نيكولاي تشيرنيشيفسكي، وماري ولستونكرافت. فيلسوف إضافي أثر على جولدمان كان فريدريك نيتشه. كتبت في سيرتها الذاتية: «لم يكن نيتشه منظراً اجتماعياً، بل شاعراً ومتمرداً ومبتكراً، ولم تكن أرستقراطيته نتيجة ولادته أو ماله، بل كانت الروح، وفي ذلك الصدد كان نيتشه لاسلطوياً، وكل اللاسلطويون الحقيقيون أرستقراطيين.»

### اللاسلطوية
كانت النظرية اللاسلطوية مركزية في رؤية جولدمان للعالم وهي تعتبر اليوم إحدى أهم الشخصيات في تاريخ اللاسلطوية. انجذبت للاسلطوية لأول مرة أثناء اضطهاد اللاسلطويين بعد قضية هايماركت في عام 1886، كتبت وتحدثت بانتظام نيابة عن اللاسلطوية. في مقالتها عن اللاسلطوية من كتابها اللاسلطوية ومقالات أخرى، كتبت:

اللاسلطوية، إذن، تعني حقا تحرير العقل البشري من سيطرة الدين؛ تحرير الجسد البشري من سيطرة الممتلكات؛ التحرر من أغلال وقيود الحكومة. اللاسلطوية تعني نظاما اجتماعيا قائما على تجمع الأفراد الحر بغرض إنتاج ثروة اجتماعية حقيقية؛ وهو أمر يضمن لكل إنسان حرية الوصول إلى الأرض والتمتع الكامل بضرورات الحياة، وفقا للرغبات والأذواق والميول الفردية.

كانت لاسلطوية جولدمان شخصية بشكل كبير. أعربت عن اعتقادها أنه من الضروري للمفكرين اللاسلطويين أن يعيشوا معتقداتهم، أن تتجلى قناعاتهم بكل عمل وكلمة. قالت: «لا يهمني إذا كانت نظرية المرء للغد صحيحة». «أهتم إذا كانت روحه اليوم صحيحة.» كانت اللاسطوية والارتباط الحر استجابات منطقية لحدود سيطرة الحكومة والرأسمالية. «يبدو لي أن هذه هي أشكال الحياة الجديدة»، كتبت قائلة، «وأنها سوف تأخذ مكان القديم، ليس عن طريق الوعظ أو التصويت، ولكن من خلال الحياة بحسبهم.»

وفي الوقت نفسه، أعربت عن اعتقادها بأن الحركة من أجل الحرية الإنسانية يجب أن تكون مزودة بأشخاص متحررين. أثناء رقصها بين رفاقها اللاسلطويين ذات مساء، أنّبها أحد زملائمها لتصرفاتها غير المتكلفة. كتبت جولدمان في سيرتها الذاتية:

قلت له أن يهتم بشؤونه الخاصة، سئمت من طرح القضية في وجهي باستمرار. لم أكن أعتقد أن القضية التي كانت قائمة على فكرة جميلة، على اللاسلطوية، على التحرر من الأعراف والأحكام المسبقة، يجب أن تتطلب إنكار الحياة والفرح. أصريت على أن قضيتنا لا يمكن أن تتوقع مني أن أتصرف كراهبة وأن الحركة يجب ألا تتحول إلى دير. إذا كان ذلك مغزاها، لما رغبت بها. «أريد الحرية، والحق في التعبير عن الذات، وحق الجميع في الأشياء الجميلة والمتألقة.»

#### الاستخدام التكتيكي للعنف
آمنت جولدمان، في شبابها، بأن العنف المستهدف وسيلة شرعية للنضال الثوري. اعتقدت جولدمان حينها أن استخدام العنف، رغم أنه مستقبح، يمكن تبريره بالمزايا الاجتماعية التي يمكن أن يحصّلها. أيدت دعاية الفعل، أو الأعمال العنيفة التي تنفذ لتشجيع الجماهير على التمرد. دعمت شريكها الكسندر بيركمان في محاولته لاغتيال الصناعي هنري كلاي فريك، وحتى توسلت إليه ليسمح لها للمشاركة. أعربت عن اعتقادها بان تصرفات فريك خلال إضراب هومستيد كانت مستهجنة وأن نتيجة اغتياله ستكون إيجابية للعمال. «نعم»، كتبت لاحقا في سيرتها الذاتية، «الغاية تبرر الوسيلة.» في حين أنها لم تؤيد صراحة اغتيال ليون كولغوش للرئيس الأمريكي ويليام ماكينلي، فقد دافعت عن مبادئه، وأعتقد أن مثل هذه الأفعال كانت نتيجة طبيعية للمؤسسات القمعية. كما كتبت في «علم نفس العنف السياسي»: «القوى المتراكمة في حياتنا الاجتماعية والاقتصادية، التي بلغت ذروتها في عمل عنيف، مماثلة لرعب الغلاف الجوي، الذي jتجلى في العواصف والبرق.»

خبراتها في روسيا قادتها إلى تعديل اعتقادها السابق أن الغايات الثورية قد تبرر الوسائل العنيفة. في خاتمة "خيبة أملي في روسيا، كتبت: "ليس هناك مغالطة أكبر من الاعتقاد بأن الأهداف والغايات هي أمر واحد، في حين أن الأساليب والتكتيكات هي أمر آخر.... الوسائل المستخدمة تصبح، من خلال العادة الفردية والممارسة الاجتماعية، جزء لا يتجزأ من الغاية النهائية.... "في نفس الفصل، مع ذلك، أكدت جولدمان أن" الثورة هي في الواقع عملية عنيفة "، وأشارت إلى أن العنف " حتمية مأساوية للاضطرابات الثورية..." بعضهم يفسر تعليقاتها على الإرهاب البلشفي كرفض تام للقوة المسلحة، ولكن جولدمان صححت ذلك في مقدمة الطبعة الأمريكية الأولى من خيبة أملي في روسيا:
أما الحجة القائلة بأن الدمار والإرهاب جزء من الثورة فأنا لا أجادلها. وأنا أعلم أنه في الماضي كل تغيير سياسي واجتماعي كبير استلزم العنف... قد يكون الرق الأسود لا يزال مؤسسة قانونية في الولايات المتحدة لولا الروح المتشددة لجون براونز. إنني لم أنكر يوما أن العنف أمر لا مفر منه، كما أنني لا أعترض على ذلك الآن. ومع هذا، فإن استخدام العنف في القتال، كوسيلة للدفاع هي أمر واحد بينما أن يكون هناك مبدأ للإرهاب، أن يتم تأسيسه، وإعطائه المكان الأكثر حيوية في الكفاح الاجتماعي، هي أمر آخر. إن مثل هذا الإرهاب يولد ثورة مضادة ويصبح بدوره معاديا للثورة.
رأت جولدمان أن عسكرة المجتمع السوفياتي لم تكن نتيجة للمقاومة المسلحة في حد ذاتها، بل لرؤية البلاشفة الدولانية، فكتبت أن "أقلية ضئيلة مصرة على إنشاء دولة مطلقة ستنساق بالضرورة إلى القمع والإرهاب."

### الرأسمالية والعمال
اعتقدت جولدمان أن النظام الاقتصادي الرأسمالي لا يتواءم مع حرية الإنسان. وكتبت في اللاسلطوية ومقالات أخرى، "إن الطلب الوحيد الذي تعترف به المِلكية" هو شهيتها الشرهة للحصول على المزيد من الثروة، لأن الثروة تعني السلطة، السلطة على الإخضاع، والسحق، والاستغلال، والسلطة على الاستعباد، والغضب، والإذلال." كما جادلت بأن العمال الرأسماليين محرومون من الإنسانية، "تحويل المنتج إلى مجرد جزء صغير من آلة، ذو إرادة وقدرة قرار أقل سيده المكون من الفولاذ والحديد."

عارضت جولدمان في الأصل كل ما هو أقل من ثورة كاملة، وقد جادلها عامل مسن جلس في الصف الأمامي خلال إحدى محاضرتها. كتبت في سيرتها الذاتية:

قال إنه يفهم نفاد صبري بهذه المطالب الصغيرة تقليل يوم العمل ببضع ساعات، أو زيادة الأجر ببضعة دولارات في الأسبوع.... ولكن ماذا على الرجال في سنه فعله؟ من غير الراجح أن يعيشوا لرؤية الإطاحة النهائية بالنظام الرأسمالي. هل كان عليهم أيضا التخلي عن إعفاء ساعتين في اليوم من العمل الكريه؟ كان هذا جل ما يأملوا أن يتحقق في حياتهم.

أدركت جولدمان أن الجهود الصغيرة لتحسين الظروف مثل زيادة الأجور وتقصير ساعات يوم العمل يمكن أن تكون جزءا من ثورة اجتماعية.

### الدولة - العسكرة، السجن، التصويت وحرية التعبير
رأت جولدمان أن الدولة في الأساس أداة لبسط السيطرة والهيمنة. نتيجة لذلك، اعتقدت جولدمان أن التصويت عديم الجدوى في أحسن الأحوال وخطر في أسوأ الأحوال. كتبت أن التصويت هو بمثابة وهم في المشاركة بينما كان يخفي البنى الحقيقية لصنع القرار. بدلا من ذلك، دعت جولدمان للمقاومة الهادفة في شكل الإضرابات، والاحتجاجات، و «العمل المباشر ضد سلطة قانوننا الأخلاقي المتغلغل، والمتدخل». حافظت على موقف مناهض للتصويت حتى عندما صوت العديد من اللاسلطويين في إسبانيا عام 1930 لصالح تشكيل جمهورية ليبرالية. كتب جولدمان قوة اللاسلطويين بكونهم كتلة انتخابية ينبغي بدلا من ذلك أن تستخدم للإضراب في جميع أنحاء البلاد. وقالت إنها لا توافق على حركة منح حق التصويت للنساء. في مقالتها «تصويت النساء»، سخرت من الفكرة القائلة أن مشاركة المرأة بالحياة السياسية سيمنح الدولة الديمقراطية توجها أكثر عدلا: «كأن النساء لن يبعن أصواتهن، كأن السياسيات لن يمكن شراؤهن!» لقد وافقت مع المطالبات بحق التصويت للنساء بأن المرأة مساوية للرجل، لكنها اختلفت معهن بأن مجرد مشاركتها ستجعل الدولة أكثر عدالة. «الافتراض أنها سوف تنجح في تنقية ما هو غير قابل للتنقية، هو اعتراف بامتلاكها قوى خارقة للطبيعة.»

كانت جولدمان أيضا ناقدة متحمسة لنظام السجون، انتقد معاملة السجناء والأسباب الاجتماعية للجريمة. وقد رأت جولدمان أن الجريمة نتيجة طبيعية لنظام اقتصادي غير عادل، في مقالها «السجون: جريمة اجتماعية وفشل»، نقلت عن مؤلفات فيودور دوستويفسكي وأوسكار وايلد حول السجون في القرن 19، وكتبت: 
عام بعد عام تعيد أبواب جحيم السجون إلى العالم بشرا هزلين، مشوهين، بلا إرادة ومحطمين، يحملون علامة قايين على جبينهم، سحقت آمالهم، كل ميولهم الطبيعية أحبطت. فلا يستقبلهم سوى الجوع واللاإنسانية، إن هؤلاء الضحايا سرعان ما سيتدهورون ثانية إلى الجريمة باعتبارها الإمكانية الوحيدة للوجود.
التزمت جولدمان بمقاومة الحروب، معتبرة أن الدولة تخوض الحروب نيابة عن الرأسماليين. وقد عارضت بشكل خاص التجنيد الإجباري، واعتبرته أحد أسوأ أشكال الإكراه في الدولة، كانت من بين مؤسسي عصبة عدم التجنيد - مما أدى إلى اعتقالها في نهاية المطاف (1917)، وسجنها وترحيلها (1919).
روقبت جولدمان بشكل روتيني واعتقلت وسجنت بسبب خطاباتها وتنظيمها أنشطة لدعم العمال ومختلف الإضرابات وحرية الوصول إلى وسائل تحديد النسل ومعارضة الحرب العالمية الأولى. ونتيجة لذلك، نشطت في أوائل القرن العشرين من أجل حرية التعبير ورأت أن حرية التعبير ضرورة أساسية لتحقيق التغيير الاجتماعي. وقد ألهم ذودها عن مثلها العليا، رغم الاعتقالات المستمرة، روجر بالدوين، أحد مؤسسي الاتحاد الأمريكي للحريات المدنية. كانت تجارب جولدمان ورايتمان في نضال سان دييغو لحرية التعبير (1912) من الأمثلة سيئة السمعة على القمع الحكومي والرأسمالي لحملة العمال الصناعيين في العالم من أجل النضال لحرية التعبير.

### النسوية والجنسانية

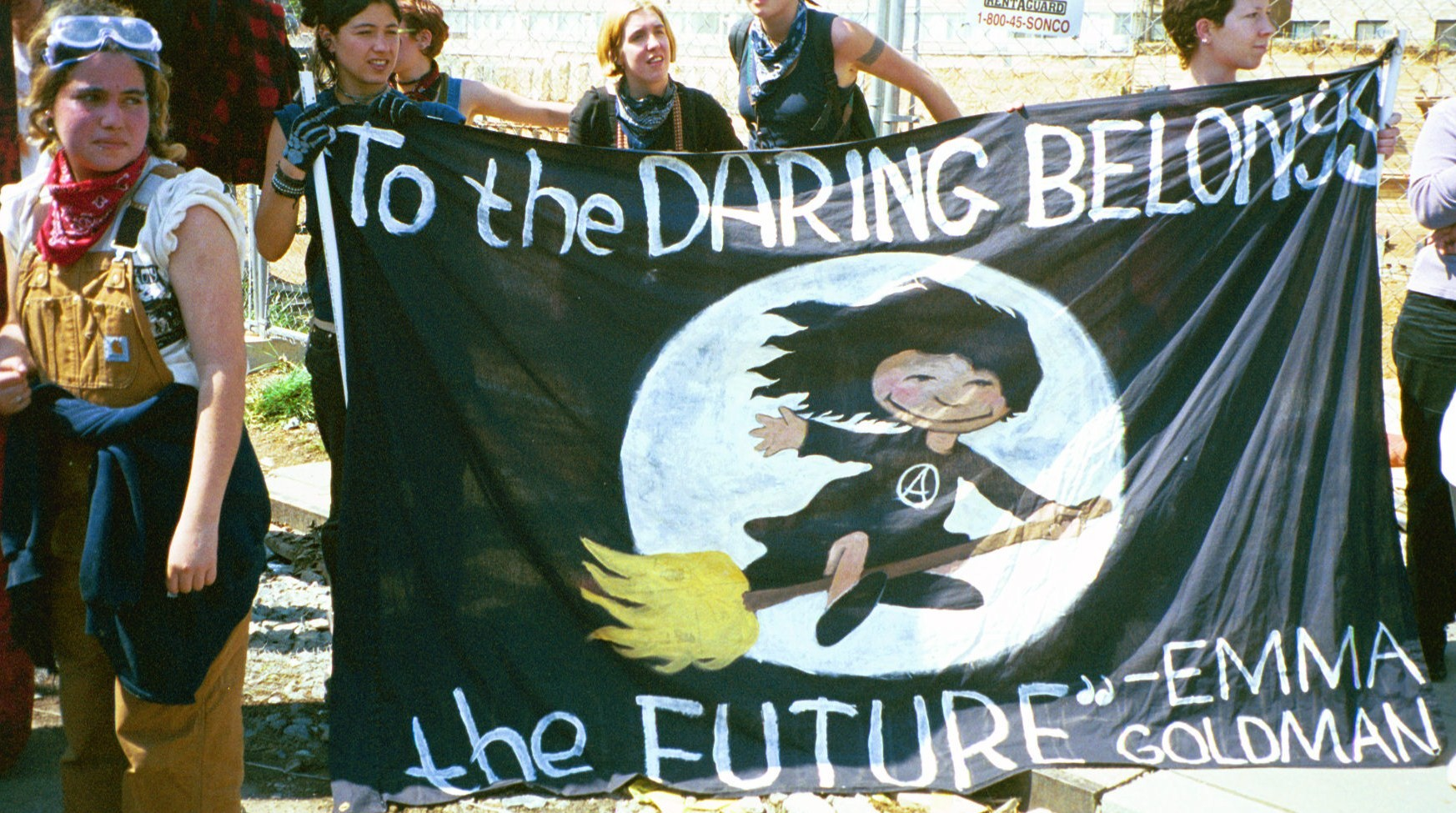
نسويات لاسلطويات في مظاهرة مناهضة للعولمة حاملات شعارا يقتبسن فيه إيما جولدمان.

على الرغم من أنها كانت معادية لمطلب الموجة النسوية الأولى يتصويت النساء، إلا أن جولدمان دعت بحماس لإحقاق حقوق المرأة، وتعتبر اليوم من مؤسسة النسوية اللاسلطوية، التي تتحدى النظام الأبوي معتبرة إياه هرمية يجب مقاومتها بالإضافة إلى سلطة الدولة والفروق الطبقية. كتبت عام 1897: «أطالب باستقلال المرأة، بحقها في إعالة نفسها، والعيش من أجل نفسها، وحب من يحلو لها، أو كم يحلو لها، وأطالب بالحرية لكلا الجنسين، وحرية العمل، والحرية في الحب والحرية في الأمومة.»
كانت جولدمان، التي تعلمت التمريض، من أوائل المدافعين عن تثقيف النساء فيما يتعلق بمنع الحمل. مثل العديد من النسويات في وقتها، رأت أن الإجهاض نتيجة مأساوية للظروف الاجتماعية، وتحديد النسل كبديل إيجابي. كانت جولدمان أيضا داعية للحب الحر، وناقدة قوية للزواج. رأت أن النسويات الأوائل محصورات في نطاق ضيف تحدده القوى الاجتماعية الطهرانية والرأسمالية. كتبت: «نحن بحاجة إلى نتجاوز بلا عائق التقاليد والعادات القديمة، ولم تقم حركة تحرير المرأة حتى الآن سوى بالخطوة الأولى في هذا الاتجاه.»
كما كانت جولدمان ناقدة صريحة للتحامل ضد المثليين. إيمانها بوجوب امتداد التحرر الاجتماعي إلى مثليي الجنس من الرجال والنساء لم يسبق له مثيل في تلك الفترة، حتى بين اللاسلطويين. كما كتب عالم الجنس الألماني ماغنوس هيرشفيلد: «كانت المرأة الأولى والوحيدة، وفي الواقع الأمريكي الأول، التي تولت الدفاع عن الحب المثلي أمام عامة الناس.» وفي العديد من الخطب والرسائل، دافعت عن حق المثليين والمثليات في الحب كما يحلو لهم وأدانت الخوف والوصمة المرتبطة بالمثلية الجنسية. كتب غولدمان في رسالة إلى هيرشفيلد: «أشعر أنها مأساة، أن أشخاص من نوع جنسي مختلف عالقون في عالم لا يظهر سوى القليل من التفهم للمثليين جنسياً، وهو غير مبال بفظاظة لمختلف التدرجات والاختلافات بين الجنسين وأهميتها الكبيرة في الحياة.»

### الإلحاد
بوصفها ملحدة ملتزمة، نظرت جولدمان إلى الدين كأداة أخرى للسيطرة والهيمنة. نقلت في مقالتها «فلسفة الإلحاد» مطولاً عن باكونين في الموضوع وأضافت:

بوعي أو دون وعي، يرى معظم الألوهيين في الآلهة والشياطين، الجنة وجهنم، الثواب والعقاب، سوطا يضربون فيه الشعب لتحقيق الطاعة والوداعة والرضا.... فلسفة الإلحاد تعبر عن توسع ونمو العقل البشري. فلسفة الألوهية، إذا استطعنا أن نسميها فلسفة، ساكنة وثابتة.

I بسبب مقالات مثل «رياء الطهرانية» وخطاب بعنوان «فشل المسيحية»، كسبت جولدمان عداوة العديدين في الطوائف الدينية من خلال مهاجمة مواقفهم الأخلاقوية وجهودهم للسيطرة على السلوك البشري. ألقت باللوم على المسيحية في «إدامة مجتمع الرقيق»، قائلة أنها تملي على الأفراد تصرفاتهم في الدنيا وتعد الفقراء وعدا كاذباً بمستقبل وفير في السماء. كما انتقدت الصهيونية، معتبرة أنها تجربة فاشلة أخرى في فرض سيطرة الدولة.

## تراثها
كانت جولدمان مشهورة خلال حياتها، ووصِفت من بين أمور أخرى بأنها «أخطر امرأة في أمريكا». اضمحلت شهرتها بعد وفاتها خلال منتصف القرن العشرين. رأى دارسو ومؤرخو اللاسلطوية أنها متحدثة وناشطة عظيمة، لكنهم لم يعتبروها مفكرة فلسفية أو نظرية على قدم المساواة مع كروبوتكين.

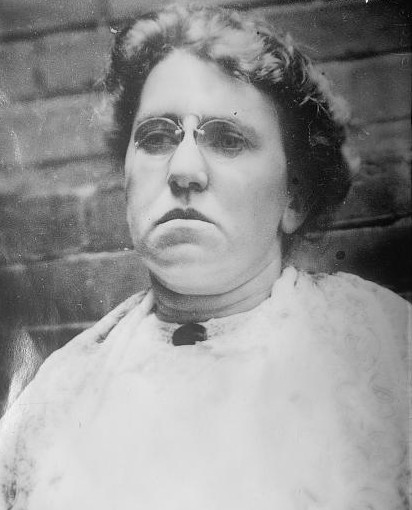
صورة غولدمان، وغالبا ما تصاحب إعادة صياغة شعبية لأفكارها - "إذا لم أستطع الرقص، لا أريد أن أكون في ثورتك" - تم استنساخها على عدد لا يحصى من الجدران والملابس والملصقات والإعلانات باعتبارها رمزا للحرية.

قامت دار نشر دوفر بريس عام 1970، بإعادة إصدار سيرة جولدمان الذاتية، «أعيش حياتي»، وفي عام 1972، أصدرت الكاتبة النسوية أليكس كيتس شولمان مجموعة من كتابات وخطب جولدمان، بعنوان إيما الحمراء تتكلم. أوصلت هذه الكتب حياة وكتابات جولدمان إلى جمهور أكبر، وقد قامت الحركة النسوية، على وجه الخصوص، بإعلاء شأنها في أواخر القرن العشرين. في عام 1973، سأل شولمان صديقٌ يعمل في الطباعة الحصول على اقتباس لجولدمان يستخدمها على تي شيرت. فأرسلت له مقولة من أعيش حياتي «الحق في التعبير عن الذات، حق الجميع في الأشياء الجميلة، والمتألقة»، وشرحت بأن أحدهم قد حذرها بأنه «لا يليق بمثيرة القلاقل أن ترقص». فقام الطابع بصياغة عبارة تستند إلى هذه المشاعر أصبحت إحدى أشهر اقتباسات جولدمان، على الرغم من أنها على الأرجح لم تقل أو تكتبها على هذا النحو: «إذا لم أستطع الرقص لا أريد أن أكون في ثورتك.» وقد ظهرت تنويعات على هذه المقولة على آلاف القمصان والأزرار والملصقات، أكواب القهوة، القبعات، وغيرها من السلع.
رافق تطور حركة النسوية في السبعينات التي «أعادت اكتشاف» حولدمان صحوة في الحركة اللاسلطوية، بدأت في أواخر الستينيات، مما أعاد الاهتمام العلمي باللاسلطويين المبكرين. كما أدى نمو الفكر النسوي إلى إعادة تقييم مؤلفات جولدمان الفلسفية، حيث أشار الدارسون إلى أهمية مساهمات جولدمان في الفكر اللاسلطوي لعصرها. إن إيمان جولدمان بقيمة الجماليات، على سبيل المثال، يمكن رؤية تأثيره على اللاسلطوية والفنون لاحقا. وبالمثل، يعترف اليوم بفضل جولدمان بالتأثير وتوسيع نطاق النشاط في قضايا الحرية الجنسية، والحقوق الإنجابية، وحرية التعبير.
تم تصوير جولدمان في العديد من الأعمال الخيالية على مر السنين، بما في ذلك فيلم وارن بيتي عام 1981 ريدز، الذي مثلتها فيه مورين ستيبليتون، التي حازت على جائزة الأوسكار لأدائها. وكانت جولدمان أيضا شخصية في مسرحيتين موسيقيتين في برودواي، راجتيام والمغتالون. وتشمل المسرحيات التي تصور حياة جولدمان مسرحية هوارد زين، إيما؛ مسرحية مارتن دوبيرمان أمنا الأرض (1991); مسرحية جيسيكا ليتواك إيما جولدمان: الحب واللاسلطوية وشؤون أخرى (علاقة غولدمان مع بيركمان واعتقالها فيما يتعلق باغتيال ماكينلي). مسرحية لين روجوف حب بن، حب إيما (علاقة جولدمان مع ريتمان); ومسرحية كارول بولت إيما الحمراء. رواية إيثيل مانين الوردة الحمراء 1941 تعتمد أيضا على حياة جولدمان.
كرمت جولدمان عدد من المنظمات التي سميت باسمها. فقد اختارت عيادة إيما جولدمان، مركز صحة للمرأة يقع في آيوا سيتي، حمل اسم جولدمان «تقديراً لروحها المتحدية.» واعتمدت اسمها ريد إيما بوكستور كوفيهاوس (مكتبة ومقهى إيما الحمراء)، وهي مركز معلومات في بالتيمور بولاية ماريلاند، انطلاقاً من إيمانها «في الأفكار والمثل العليا التي قاتلت من أجلها طوال حياتها: حرية التعبير، والمساواة الجنسية والعرقية والاستقلال، والحق في التنظيم في عملنا، في حياتنا الخاصة، وهي أفكار ومثل نواصل الكفاح من أجلها، حتى اليوم».
بول غايليوناس وزوجته الراحلة هيلين هيل شاركا في كتابة الأغنية اللاسلطوية «إيما جولدمان»، التي أداها وأصدرتها عن الفرقة بيغي: كاليبسو آند ذي أوركسترا أوف ماريتيم في عام 1999. وقد أدت الأغنية في وقت لاحق فرقة غايليوناس الجديدة ذي تروبلماكيرس وأطلقتها ضمن ألبومها عام 2004 هير كام ذي بروبلماكيرس.

## مؤلفاتها
كانت غولدمان كاتبة غزيرة الإنتاج، وكتب عدداً لا يحصى من الكتيبات والمقالات حول مجموعة متنوعة من المواضيع. وقد ألفت ستة كتب، بما في ذلك سيرتها الذاتية، «أعيش حياتي»، وسيرة زميلتها اللاسلطوية فولتيرين دي كليير.

### كتب
- Anarchism and Other Essays. New York: Mother Earth Publishing Association, 1910.
- The Social Significance of the Modern Drama. Boston: Gorham Press, 1914.
- My Disillusionment in Russia. Garden City, New York: Doubleday, Page and Co., 1923.
- My Further Disillusionment in Russia. Garden City, New York: Doubleday, Page and Co., 1924.
- Living My Life. New York: Knopf, 1931.
- Voltairine de Cleyre. Berkeley Heights, New Jersey: Oriole Press, 1932.

### مجموعات مختارة
- Red Emma Speaks: Selected Writings and Speeches. New York: Random House, 1972. (ردمك 0-394-47095-8).
- Emma Goldman: A Documentary History of the American Years, Volume 1 – Made for America, 1890–1901. Berkeley: University of California Press, 2003. (ردمك 0-520-08670-8).
- Emma Goldman: A Documentary History of the American Years, Volume 2 – Making Speech Free, 1902–1909. Berkeley: University of California Press, 2004. (ردمك 0-520-22569-4).
- Emma Goldman: A Documentary History of the American Years, Volume 3 – Light and Shadows, 1910–1916. Stanford: Stanford University Press, 2012. (ردمك 0-8047-7854-X).

## الحواشي
1. ↑  Lina Mainiero; Langdon Lynne Faust (1979), American Women Writers: A Critical Reference Guide from Colonial Times to the Present (بالإنجليزية), QID:Q106787730
2. ↑  Česko-Slovenská filmová databáze (بالتشيكية), 2001, QID:Q3561957
3. 1 2  University of Illinois at Chicago Biography of Emma Goldman نسخة محفوظة September 11, 2013, على موقع واي باك مشين.
4. ↑  Streitmatter، Rodger (2001). Voices of Revolution: The Dissident Press in America. New York: دار نشر جامعة كولومبيا. ص. 122–134. ISBN:0-231-12249-7.
5. ↑  Goldman, Living, p. 24.
6. ↑  Goldman, Living, p. 447.
7. ↑  Drinnon, Rebel, p. 5.
8. ↑  ترتيب ولادة الأطفال غير واضح؛ رغم أن وكسلر (في Intimate, ص. 13) تلاحظ أنه رغم أن جولدمان نفسها كتبت أنها كانت الرابعة بين أبناء أمها، إلا أن أخوها لويس (الذي توفي في السادس من عمرها) ولد بعدها على الأرجح
9. ↑  Chalberg, p. 12.
10. ↑  Chalberg, p. 13.
11. ↑  Drinnon, Rebel, p. 12.
12. ↑  Goldman, Living, p. 11.
13. ↑  Wexler, Intimate, p. 12.
14. ↑  Wexler, Intimate, pp. 13–14.
15. ↑  Goldman, Living, p. 20.
16. ↑  Goldman, Living, p. 28.
17. ↑  Drinnon, Rebel, pp. 6–7.
18. ↑  Chalberg, p. 15.
19. ↑  Goldman, Living, p. 12.
20. ↑  Wexler, Intimate, pp. 23–26.
21. ↑  Chalberg, p. 16.
22. ↑  Goldman, Living, p. 22.
23. ↑  Falk, Love, p. 14.
24. ↑  Goldman, Living, p. 23.
25. ↑  Wexler, Intimate, p. 27.
26. ↑  Wexler, Intimate, pp. 30–31.
27. ↑  Falk, Love, pp. 15–16.
28. ↑  Drinnon, Rebel, pp. 15–17.
29. ↑  Chalberg, p. 27.
30. ↑  Chalberg, pp. 27–28.
31. ↑  Goldman, Living, p. 40.
32. ↑  Goldman, Living, p. 52.
33. ↑  Goldman, Living, p. 54.
34. ↑  Wexler, Intimate, p. 53.
35. ↑  Wexler, Intimate, p. 57.
36. ↑  Wexler, Intimate, pp. 57–58.
37. ↑  "People & Events: Henry Clay Frick (1849-1919)". بي بي إس. 11 مارس 2004. مؤرشف من الأصل في 2017-01-09. اطلع عليه بتاريخ 2015-07-10.
38. ↑  Southwick، Albert B. (26 يونيو 2014). "Emma Goldman pays a visit". تلغرام و غازيت  [لغات أخرى]‏. ورسستر. مؤرشف من الأصل في 2015-11-19. اطلع عليه بتاريخ 2015-07-10.{{استشهاد بخبر}}:  صيانة الاستشهاد: علامات ترقيم زائدة (link)
39. ↑  Wexler, Intimate, pp. 61–62.
40. ↑  Quoted in Wexler, Intimate, p. 63.
41. ↑  Wexler, Intimate, pp. 63–65.
42. ↑  Goldman, Living, p. 91.
43. ↑  Drinnon, Rebel, p. 45.
44. ↑  Chalberg, pp. 42–43; Falk, Love, p. 25; Wexler, Intimate, p. 65.
45. ↑  "Alexander Berkman, the Anarchist, to Be Deported; Case of Emma Goldman Now Up for Decision". The New York Times. 26 نوفمبر 1919. مؤرشف من الأصل في 2016-04-30.
46. ↑  Goldman, Living, p. 106.
47. ↑  Wexler, Intimate, p. 65.
48. ↑  Wexler, Intimate, pp. 65–66.
49. ↑  Goldman, Living, p. 105.
50. ↑  Quoted in Wexler, Intimate, p. 66.
51. ↑  "Panic of 1893". نسخة محفوظة 10 سبتمبر 2012 على موقع واي باك مشين.
52. ↑  Quoted in Chalberg, p. 46.
53. ↑  Goldman, Living, p. 123.
54. ↑  Drinnon, Rebel, pp. 58–59.
55. ↑  Wexler, Intimate, p. 76.
56. ↑  Drinnon, Rebel, p. 57.
57. ↑  Drinnon, Rebel, p. 60.
58. ↑  Wexler, Intimate, p. 78.
59. ↑  Wexler, Intimate, pp. 78–79.
60. ↑  Wexler, Intimate, pp. 84–89.
61. ↑  Chalberg, pp. 65–66.
62. ↑  Drinnon, Rebel, p. 68.
63. ↑  Chalberg, p. 73.
64. ↑  Wexler, Intimate, p. 104.
65. ↑  Wexler, Intimate, pp. 103–104.
66. ↑  Goldman, Living, p. 300.
67. ↑  Quoted in Chalberg, p. 76.
68. ↑  Drinnon, Rebel, p. 74.
69. 1 2  Chalberg, p. 78.
70. ↑  Falk, The American Years, p. 461.
71. ↑  Wexler, Intimate, pp. 106–112.
72. ↑  Quoted in Chalberg, p. 81.
73. ↑  Goldman, Living, p. 318.
74. ↑  Wexler, Intimate, p. 115.
75. ↑  Falk, Making Speech Free, p. 557.
76. ↑  Chalberg, pp. 84–87.
77. ↑  Quoted in Chalberg, p. 87.
78. ↑  Goldman, Living, p. 377.
79. ↑  Chalberg, pp. 88–91.
80. ↑  Wexler, Intimate, pp. 121–130.
81. ↑  Goldman, Living, p. 384.
82. ↑  Chalberg, p. 94.
83. ↑  Drinnon, Rebel, pp. 97–98.
84. ↑  Quoted in Goldman, Living, p. 391.
85. ↑  Drinnon, Rebel, p. 98.
86. ↑  Chalberg, p. 97.
87. ↑  Wexler, Intimate, pp. 135–137.
88. ↑  Wexler, Intimate, p. 166.
89. ↑  Wexler, Intimate, p. 168.
90. ↑  Wexler, Intimate, pp. 140–147.
91. 1 2  Goldman, Anarchism, p. 49.
92. ↑  Alice S. Rossi.
93. ↑  Quoted in Wexler, Intimate, p. 210.
94. ↑  "Today in History: February 11". Library of Congress. مؤرشف من الأصل في 2016-08-19. اطلع عليه بتاريخ 2014-01-28.
95. ↑  Wexler, Intimate, pp. 211–215.
96. ↑  Drinnon, Rebel, pp. 186–187; Wexler, Intimate, p. 230.
97. ↑  Berkman, p. 155.
98. ↑  Drinnon, Rebel, pp. 186–187.
99. ↑  Chalberg, p. 129.
100. 1 2  "Emma Goldman and A. Berkman Behind the Bars". The New York Times. 16 يونيو 1917. مؤرشف من الأصل في 2016-04-30. اطلع عليه بتاريخ 2007-12-17.
101. ↑  Quoted in Wexler, Intimate, p. 232.
102. ↑  Quoted in Chalberg, p. 134.
103. ↑  Shaw، Francis H. (يوليو 1964). "The Trials of Emma Goldman, Anarchist". The Review of Politics. ج. 26 ع. 3: 444–445. DOI:10.1017/S0034670500005210. Prosecuted under the Espionage Act of 1917 for obstructing the draft, Emma Goldman...
104. ↑  Trial and Speeches of Alexander Berkman and Emma Goldman in the United States District Court, in the City of New York, July, 1917 (New York: Mother Earth Publishing Association, 1917)
105. ↑  Wexler, Intimate, p. 235–244.
106. ↑  Quoted in Chalberg, p. 141.
107. ↑  Chalberg, pp. 141–142.
108. ↑  Wexler, Intimate, p. 253–263.
109. ↑  Quoted in Drinnon, Rebel, p. 215.
110. ↑  "Deportation Defied by Emma Goldman". The New York Times. 28 أكتوبر 1919. مؤرشف من الأصل في 2016-04-30. اطلع عليه بتاريخ 2010-02-04.
111. ↑  "Will Fight Deportation". The New York Times. 1 ديسمبر 1919. مؤرشف من الأصل في 2016-04-30. اطلع عليه بتاريخ 2010-02-04.
112. ↑  Post, pp. 13–14.
113. ↑  McCormick, pp. 158–163.
114. 1 2  "'Ark' with 300 Reds Sails Early Today for Unnamed Port". The New York Times. 21 ديسمبر 1919. مؤرشف من الأصل في 2016-05-05. اطلع عليه بتاريخ 2010-02-01.
115. ↑  Clay، Steven E. (2011). U. S. Army Order Of Battle 1919-1941 (PDF). Volume 4. The Services: Quartermaster, Medical, Military Police, Signal Corps, Chemical Warfare, And Miscellaneous Organizations, 1919-41. Fort Leavenworth, KS 66027: Combat Studies Institute Press. ج. 4. ISBN:9780984190140. LCCN:2010022326. مؤرشف من الأصل (PDF) في 2018-12-11. اطلع عليه بتاريخ 2014-10-23.{{استشهاد بكتاب}}:  صيانة الاستشهاد: مكان (link)
116. ↑  Post, p. 4.
117. ↑  Murray, 208-9
118. ↑  "Soviet Ark Lands its Reds in Finland". The New York Times. 18 يناير 1920. مؤرشف من الأصل في 2016-04-30. اطلع عليه بتاريخ 2010-02-01.
119. ↑  Murray, pp. 207–208.
120. ↑  Post, pp. 1–11.
121. ↑  Quoted in Wexler, Intimate, p. 243.
122. ↑  Quoted in Wexler, Exile, p. 17.
123. ↑  Quoted in Chalberg, p. 150.
124. 1 2 3  Goldman, Emma. Living My Life. 1931. New York: Dover Publications Inc., 1970. (ردمك 0-486-22543-7).
125. ↑  Quoted in Drinnon, Rebel, p. 235.
126. ↑  Drinnon, Rebel, pp. 236–237.
127. ↑  Quoted in Drinnon, Rebel, p. 237.
128. ↑  Wexler, Exile, pp. 47–49.
129. ↑  Wexler, Exile, pp. 56–58.
130. ↑  Chalberg, pp. 161–162.
131. ↑  Quoted in Wexler, Exile, p. 96.
132. ↑  Falk, Love, pp. 209–210.
133. ↑  Quoted in Wexler, Exile, p. 111.
134. ↑  Wexler, Exile, p. 115.
135. ↑  Quoted in Chalberg, p. 164.
136. ↑  Wexler, Exile, p. 122.
137. ↑  Mary V. Dearborn, Mistress of Modernism: The Life of Peggy Guggenheim, Houghton Mifflin, 2004, pp.61–62
138. ↑  Wexler, Exile, p. 135.
139. ↑  Chalberg, pp. 165–166.
140. ↑  Wexler, Exile, p. 154.
141. ↑  Wexler, Exile, pp. 158–164.
142. ↑  Wexler, Emma Goldman in Exile, pp. 193–194.
143. ↑  Drinnon, Rebel, pp. 298–300.
144. ↑  Drinnon, Rebel, pp. 301–302.
145. ↑  Quoted in Wexler, p. 232.
146. ↑  Quoted in Drinnon, Rebel, p. 303.
147. ↑  Wexler, Exile, p. 205.
148. ↑  Quoted in Wexler, Exile, p. 209.
149. ↑  Wexler, Exile, pp. 209–210.
150. ↑  Quoted in Wexler, Exile, p. 216.
151. ↑  Wexler, Exile, p. 222.
152. ↑  Quoted in Wexler, p. 226.
153. ↑  Both quoted in Wexler, Exile, p. 232.
154. ↑  Quoted in Wexler, Exile, p. 236.
155. ↑  Quoted in Wexler, Exile, p. 240.
156. ↑  Wexler, pp. 240–241.
157. ↑  "Emma Goldman, Anarchist, Dead. Internationally Known Figure, Deported From The U.S., Is Stricken In Toronto. Disillusioned By Soviets Opposed Lenin And Trotsky As Betrayers Of Socialism Through Despotism". The New York Times. 14 مايو 1940. مؤرشف من الأصل في 2014-05-02. اطلع عليه بتاريخ 2008-04-20. Emma Goldman, internationally known anarchist, died early today at her home here after an illness of several months. She was 70 years old.
158. ↑  Drinnon, Rebel, pp. 312–313.
159. ↑  Avrich، Paul (2005). Anarchist Voices: An Oral History of Anarchism in America. AK Press. ص. 491. ISBN:9781904859277. مؤرشف من الأصل في 2013-06-10. اطلع عليه بتاريخ 2015-12-14.
160. ↑  Goldman, Living, 194.
161. ↑  Goldman, Anarchism, p. 62.
162. ↑  Quoted in Wexler, Intimate, p. 92.
163. ↑  Goldman, Living, p. 56.
164. ↑  Goldman, Living, p. 88.
165. ↑  Goldman, Anarchism, p. 79.
166. ↑  Goldman, Disillusionment, pp. 260–264.
167. ↑  "Preface to First Volume of American Edition" for My Disillusionment in Russia (Emma Goldman Papers Project, University of California-Berkeley). نسخة محفوظة 6 أبريل 2020 على موقع واي باك مشين.
168. ↑  Goldman, Anarchism, p. 54.
169. ↑  Wexler, Intimate, p. 91.
170. ↑  Wexler, Exile, p. 167.
171. ↑  Goldman, Anarchism, p. 205.
172. ↑  Goldman, Anarchism, p. 198.
173. ↑  Goldman, Anarchism, p. 120.
174. ↑  See generally Living My Life.
175. ↑  Falk, Making Speech Free.
176. ↑  David M. Rabban, Free Speech In Its Forgotten Years (1997).
177. ↑  Christopher M. Finan, From the Palmer Raids to the Patriot Act: A History of the Fight for Free Speech in America, p. 18.
178. ↑  Marshall, p. 409.
179. ↑  Quoted in Wexler, Intimate, p. 94.
180. ↑  Goldman, Anarchism, p. 224.
181. ↑  See generally Haaland; Goldman, "The Traffic in Women"; Goldman, "On Love".
182. ↑  Katz، Jonathan Ned (1992). Gay American History: Lesbians and Gay Men in the U.S.A. New York City: Penguin Books. ص. 376–380.
183. ↑  Goldman, Emma (1923).
184. ↑  Goldman, "The Failure of Christianity" نسخة محفوظة 2008-05-12 على موقع واي باك مشين.
185. ↑  Wexler, Exile, p. 41.
186. ↑  Avrich، Paul (2006). Anarchist Voices: An Oral History of Anarchism in America. AK Press. ص. 45. ISBN:1-904859-27-5.
187. ↑  Marshall, pp. 396–401.
188. ↑  Alix Kates Shulman.
189. ↑  Wexler, Exile, p. 1.
190. ↑  Marshall, pp. 408–409.
191. ↑  Duberman، Martin (1991). Mother Earth: An Epic Drama of Emma Goldman's Life. St. Martin's Press. ISBN:0-312-05954-X. مؤرشف من الأصل في 2020-01-13.
192. ↑  Lynn Rogoff at doollee.com: The Playwrights Database نسخة محفوظة 26 يونيو 2017 على موقع واي باك مشين. [وصلة مكسورة]
193. ↑  Wexler, Exile, p. 249.
194. ↑  Mannin، Ethel (1941). Red Rose: A Novel Based on the Life of Emma Goldman ("Red Emma"). Jarrolds.
195. ↑  "About Us نسخة محفوظة 2008-01-08 على موقع واي باك مشين."
196. ↑  "Red Emma's Bookstore Coffeehouse: Who is Red Emma?". Red Emma's Bookstore Coffeehouse. مؤرشف من الأصل في 2012-03-03. اطلع عليه بتاريخ 2008-02-24.
197. ↑  John Clark (14 مايو 2007). "Remembering Helen Hill: A New Orleans community comes together after the murder of a friend and activist". Divergences. مؤرشف من الأصل في 2018-09-16.
198. ↑  Goldman، Emma (1932). "Voltairine de Cleyre". Berkeley Heights, New Jersey: Oriole Press. OCLC:12414567. مؤرشف من الأصل في 2015-03-28. اطلع عليه بتاريخ 2011-02-11. {{استشهاد بدورية محكمة}}: الاستشهاد بدورية محكمة يطلب |دورية محكمة= (مساعدة)

## وصلات خارجية
- إيما جولدمان على موقع IMDb (الإنجليزية)
- إيما جولدمان على موقع الموسوعة البريطانية (الإنجليزية)
- إيما جولدمان على موقع ميوزك برينز (الإنجليزية)
- إيما جولدمان على موقع إن إن دي بي (الإنجليزية)
- إيما جولدمان على موقع ديسكوغز (الإنجليزية)
- إيما جولدمان على موقع المكتبة المفتوحة (الإنجليزية)